# Затишшя (селище)
Затишшя — селище в Україні, в Роздільнянському районі Одеської області. Адміністративний центр Затишанської селищної територіальної громади. Залізнична станція на лінії Одеса — Київ. З 1964 по 2024 рік - селище міського типу. 
До 17 липня 2020 року було підпорядковане Захарівському району, який був ліквідований.

## Населення

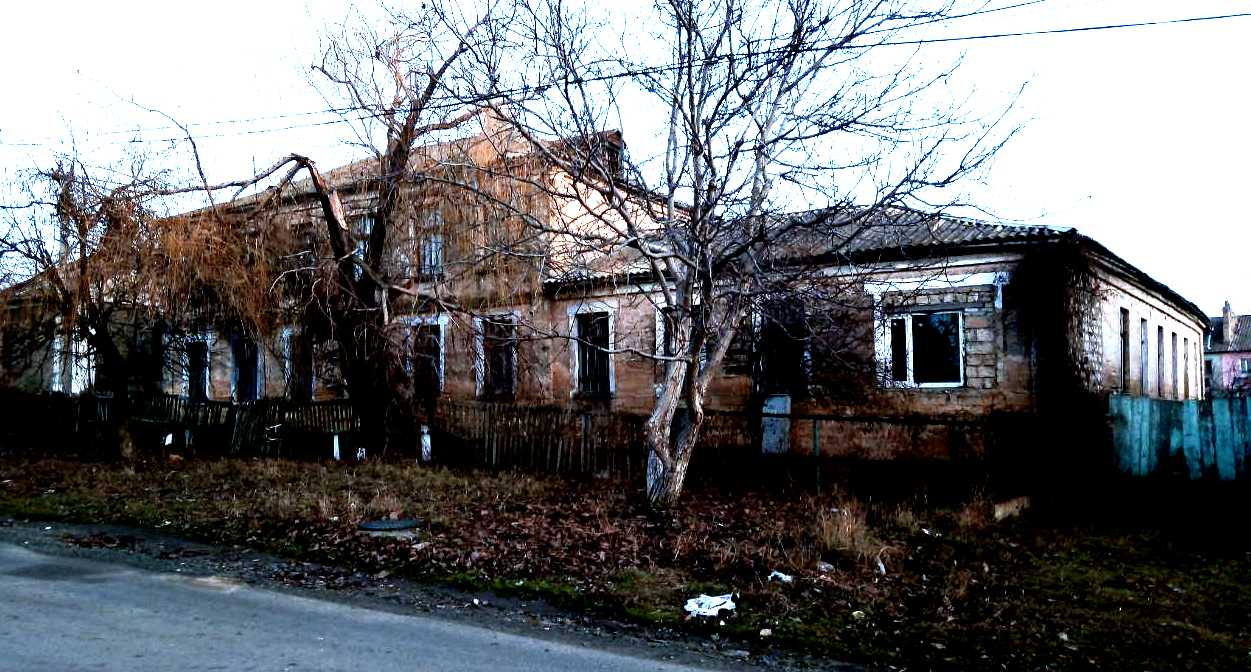
Житловий будинок часів Російської імперії

### Мова
Розподіл населення за рідною мовою за даними перепису 2001 року:
| Мова            | Кількість | Відсоток |
| --------------- | --------- | -------- |
| українська      | 3387      | 95.62%   |
| російська       | 127       | 3.59%    |
| румунська       | 16        | 0.45%    |
| білоруська      | 5         | 0.14%    |
| болгарська      | 2         | 0.06%    |
| циганська       | 1         | 0.03%    |
| інші/не вказали | 4         | 0.11%    |
| Усього          | 3542      | 100%     |

### Порівняльні характеристики
За кількістю населення посідає 18-те місце серед 33 смт Одещини.
З початку 1970-х, до об'єднання районів 17 липня 2020 року було найбільшим міським поселенням, не районним центром, на півночі Одеської області, у складі 12 районів (з кінця 2000-х років, зі зменшенням населення у селах Долинське та Липецьке, що мали дещо більше мешканців за переписом 2001 року — найбільше за кількістю населення поселення будь-якого типу, що не було районним центром, в тій ж місцевості). Переважає за кількістю населення два колишні райцентри області — Іванівку та Миколаївку.
Населення Затишшя складає 0,15 % населення Одеської області, 3,37 % Роздільнянського району, 18 % населення колишнього Захарівського району (40,1 % міського населення району) та 53,8 % населення Затишанської ОТГ.

### Динаміка
- 1876 — 73 особи
- 1970 — 3771 особа
- 1979 — 3812 осіб
- 1989 — 3461 особа
- 2001 — 3470 осіб
- 2015 — 3571 особа
- 2016 — 3576 осіб
- 2017 — 3556 осіб
- 2018 — 3547 осіб
- 2019 — 3538 осіб
- 2020 — 3537 осіб

За довідником «Історія міст і сіл УРСР. Одеська область», другої половини 1960-х років, населення Затишшя складало 5,6 тисяч осіб, однак цей показник враховує також населення 8 сіл Затишанської селищної ради, що натоді юридично вважались його частинами.

## Інфраструктура

### Транспорт

#### Пасажирське сполучення
Станом на грудень 2019 р. здійснює зупинку одна пара швидких поїздів, за напрямом Одеса-Чернівці (чз Хмельницький, Тернопіль, Лівів, Івано-Франківськ).
До початку 2000-х у Затишші не зупинявся лише поїзд Одеса-Варшава. Здійснювали зупинку поїзди: Москва — Кишинів, Москва — Одеса, Одеса — Санкт-Петербург, Одеса-Мінськ, Одеса — Уфа (по непарних), Одеса — Челябінськ (по парних), Одеса — Ковель, Одеса — Київ, Одеса — Харків, Одеса — Львів, Одеса — Ужгород, Одеса — Чернівці, Одеса — Знам'янка, Одеса — Христинівка, доповнені причепними вагонами на Архангельськ, Астрахань, Барановичі, Брест, Вітебськ, Вороніж, Гомель, Гродно, Іжевськ, Йошкар-Олу, Кіров, Красноярськ, Могильов, Мозир, Мурманськ, Нижній Новгород, Новополоцьк, Новосибірськ, Омськ, Пермь, Петрозаводськ, Самару, Саранськ, Саратів, Суми, Тамбов, Тольятті, Ульянівськ, Чебоксари, Чоп, Шостку та не менша за сучасну кількість приміських поїздів. З Затишшя, потягом, можна було без пересадки доїхати до 4-х столиць країн — членів ООН та понад пів сотні обласних та республіканських центрів в Україні, Білорусі та Російській Федерації. Попри значну стратегічну важливість станції пасажиропотік у вказаних напрямках був незначним та один за іншим вказані поїзди відмінили зупинку в Затишші. Більш як половина вказаних напрямків, станом на 2020 рік не обслуговується прямим пасажирським сполученням взагалі.
Найпопулярнішим транспортом є електропоїзди. Курсують 4 рази на день у кожен бік. Користується широким попитом мешканців району. До та від кожного поїзду є автобус на Захарівку. Проїзд до Одеси займає трохи більше двох годин та коштує менше 30 гривень (грудень 2019 р.).
Автобусне сполучення представлене також маршрутами на Одесу (чз Захарівку, Велику Михайлівку, Кучурган) та деякі села Захарівського району (Павлівку чз. Йосипівку та Козацьке чз. Майорське).
До 2007 року через Затишшя курсував автобус Тираспіль — Ананьїв (найчастіше ЛАЗ, зі смугами блакитного кольору). У 2007-му — 2009 роках, за скороченим напрямком Тираспіль — Ширяєве. За радянських часів — Кишинів — Ананьїв. Тоді ж, із самого Затишшя курсували автобуси, ледь не за всіми можливими напрямками, що пов'язано з розташуванням у Затишші великого Автопарку АТП — 15115. Скасований маршрут Затишшя — Миколаїв, залишив понад половину доріг, та десятки населених пунктів, якими він пролягав, без регулярного автобусного сполучення досьогодні. За Незалежної України, в різні роки, поновлювалось та скасовувалось сполучення, за напрямками Затишшя — Київ та Затишшя — Подільськ.

#### Автошляхи
У Затишші та поблизу нього немає автошляхів із великим трафіком. До найближчого такого E95 — дорогою 38 кілометрів.
Через селище проходить автошлях міжрайонного значення Т 1614 — КПП Йосипівка/Колосове — Захарівка  — Загір'я  — Затишшя  — Володимирівка  — Никомаврівка  — Макарове  — Ширяєве  — Нові Маяки  — E95 .
Протяжність автодороги Т 1614 в межах Затишшя 4070 метрів.
У Затишші беруть початок 5 доріг місцевого значення. Дорога на Торосове є однією з найдовших в Україні повністю глухих (без найменших відгалужень за межами крайніх пунктів) автомобільних доріг із твердим покриттям. Її довжина 18 560 метрів. Проходить ще через 3 села — Андрусове, Веселу Балку та Дружелюбівку. Ще дві дороги — теж глухі, але значно коротші.
Широко розповсюджене використання польових доріг, як альтернативних маршрутів.
На залізничному переїзді — єдині автодорожні світлофори в селищі. Залізничних світлофорів — багато.
Присутні дорожна розмітка та знаки.
Генпланом селища до 2030 року передбачене будівництво об'їздної дороги.

#### Залізниця
Є найближчою залізничною станцією для понад сотні сіл, двох смт — центрів районів та одного міста у Молдові, що охоплюють територію площею понад дві тисячі квадратних кілометрів.
З 12-ти станцій, що межують з Затишшям, за вказаним показником, лише 4 (Кишинів, Тираспіль, Березівка та Любашівка) мають схожу, або розвиненішу інфраструктуру. Без урахування малих станцій (Іванівка, Веселий Кут, Чубівка, Перехрестове, Мардарівка, Раухівка, Ротове, Знам'янка (Червонознам'янка)), територія є вдвічі більшою, що з урахуванням змін зумовлених межами районів, приблизно відповідає розмірам території, що обслуговувалась Затишанською міжрайбазою — 4716 квадратних кілометрів (для порівняння, понад половина території Чернівецької області). На цій території станом на 2010-ті роки мешкало понад 120 тисяч осіб. Майже весь товарообіг вказаних територій, за пізньо-радянських часів здійснювався через станцію Затишшя. Окрім 4 вказаних великих станцій, території обслуговування, межували також, з такими ж, навколо станцій Подільськ-Жм. (Котовськ-Жм.) та Роздільна-I.
Залізниця доповнена мережею під'їзних колій. Найдовша з них має протяжність близько 1 кілометра, та є ділянкою частково демонтованої у 2002 році 2,2-кілометрової колії. Улітку 2019 р. подовжена новим декількасотметровим відрізком на новий елеватор, що будується.
Демонтовані в 1997—1998 роках козлові крани використовувалися для розвантаження з вагонів автомобілів, сільськогосподарської техніки та великогабаритних вантажів.
До 2002 року на вокзалі діяла вантажна каса.
На старому елеваторі під'їзна колія проходить під завантажними спорудами. Функціонує тросова система рухання вагонів.
Функціонує 2 депо маневрового поїзда. На станції часто здійснюють відстій вантажні поїзди.
Передбачена можливість приймати та випускати поїзди з будь якої та на будь яку колію, у чому є потреба коли між станціями ремонтують одну з колій.

#### Магістральні трубопроводи
Поблизу Затишшя проходять магістральні: газопровід Ананьїв — Тираспіль — Ізмаїл та нафтопровід Одеса — Броди.

### Освіта
Діє відділ освіти Затишанської ОТГ.

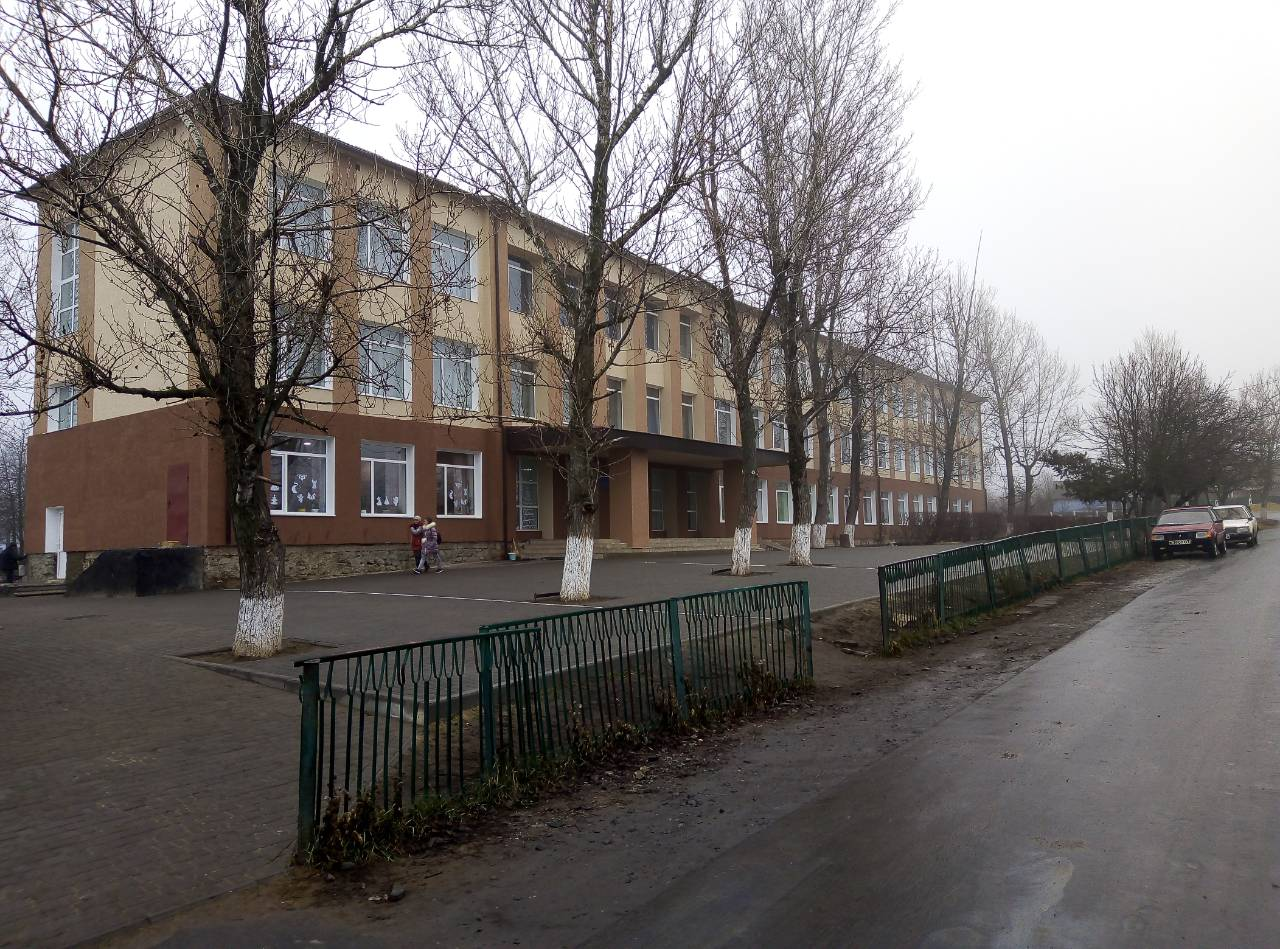
Школа II—III ступенів

Школі надано статус опорного закладу.
До складу Затишанського навчально-виховного комплексу входять школа I ступеня, школа II—III ступенів розташовані на спільній території разом з сервісними спорудами та дитячий садок розташований окремо. Ще два класи початкової школи діють у дитячому притулку.
У 2019 році будівлю «великої» школи капітально відреставровано, збудовано новий стадіон, оновлено тротуари.
Здійснюється доставка учнів до школи шкільними автобусами, що курсують Затишшям та з 6 навколишніх сіл. Працюють 2 їдальні.
Працює музична школа.

### Спорт
У селищі діють стадіон та футбольне поле. Організована футбольна команда, що бере участь у різних змаганнях.
Затишанська футбольне поле, біля Будинку культури приймає матчі різних команд.
Діє кілька дорослих та дитячих спортивних майданчиків.
У великому шкільному спортзалі діють спортивні гуртки.

### Медицина
У селищі працює Затишанська амбулаторна лікарня, перенесена до нової капітально-відремонтованої споруди у 2019 році. Працює стоматологічний кабінет з сучасним обладнанням, кабінет сімейного лікаря.

### Культура

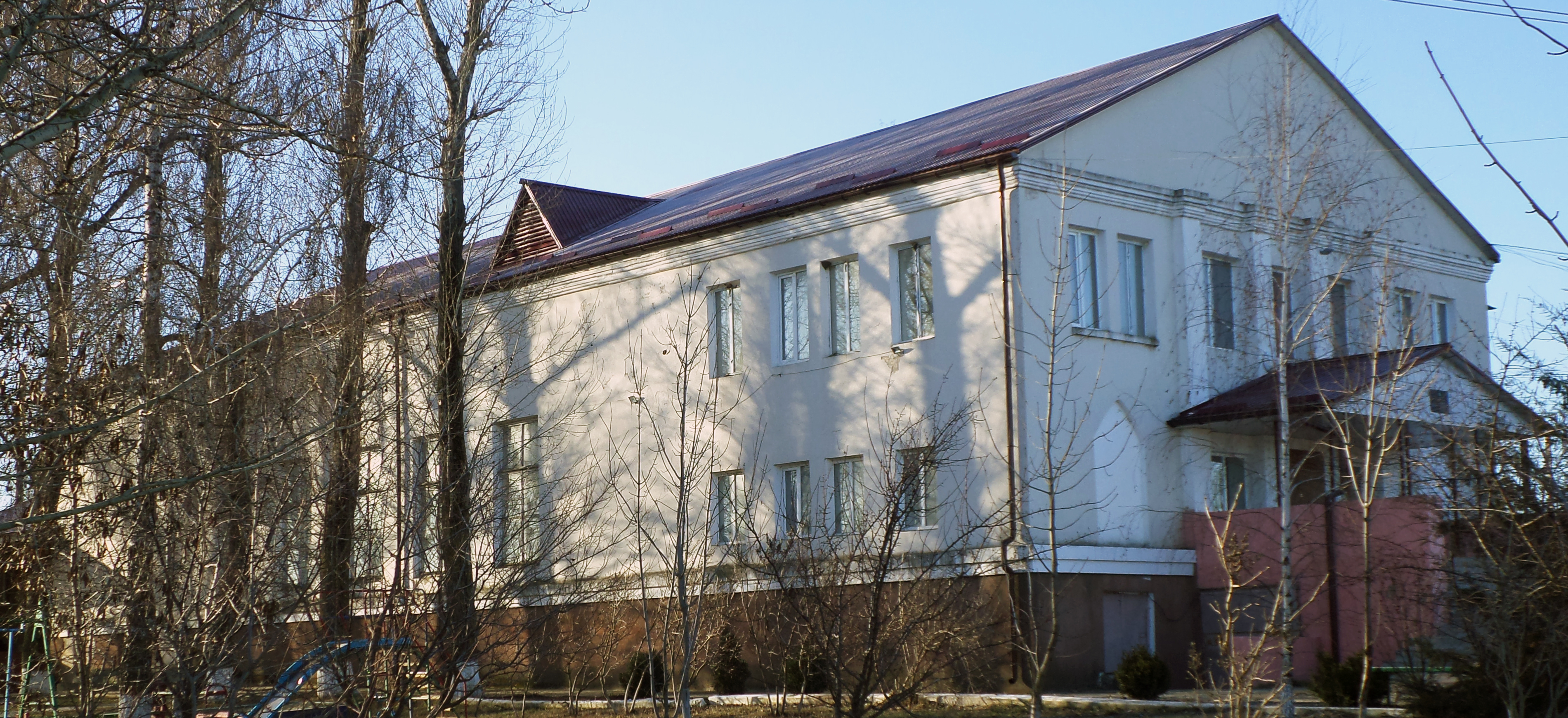
Будинок культури

У затишанському Будинку культури діють гуртки художньої самодіяльності, колективи яких беруть участь у різних заходах. Споруда збудована у 1967 році.
Досить часто проводяться концерти, вистави та збори.

#### Бібліотеки
Окрім шкільних, діють доросла та дитячо-юнацька бібліотеки.

#### Свята
У селищі регулярно організовуються видовищні свята.
Популярні виступи колективів в українських національних вбраннях. На достойному рівні такі організовані в Затишші, Копійковому та Торосовому. Вони і беруть участь.
Особливо вирізняються святкування Дня селища, Дня Незалежності, 8 березня (проводяться на Центральній площі) та свята Івана Купала (біля Затишанського ставка, що є одним із небагатьох непересихаючих у районі). Новий рік завжди супроводжується великою кількістю феєрверків.
День селища святкується 21 листопада.
Якісно організовуються святкування першого та останнього дзвоників, випускні бали.

#### Народні традиції
Яскраво виражені в різдвяні свята та на весіллях.

### Релігія
Більшість віруючих — православні християни.
У селищі розташована церква Святого Архангела Михаїла, що належить до Окнянської округи Балтської єпархії УПЦ (МП). Церкву збудовано 1988 року.
Настоятель храму — священник Сергій Водопьянов, священник — Андрій Гуменяк.
Під час візиту Митрополита Балтського та Ананьївського Олексія 17 липня 2019 року до церкви, її настоятель був нагороджений владикою на Малому Вході почесним правом носіння палиці.
Планується встановлення покровителю церкви, Архангелу Михаїлу пам'ятника, на місці демонтованого пам'ятника Леніну, на Центральній площі.
Стару церкву, збудовану у 1910 році в сталінські часи переобладнано в шкільну бібліотеку. Цю функцію будівля виконувала до 2004 року. Відтоді в занедбаному стані.
На основних в'їздах у селище встановлені пам'ятні хрести.
Розповсюджені й інші течії. Переважно Свідки Ієгови.

### Торгівля
Функціонує ринок із м'ясним корпусом, санітарно-епідеміологічною лабораторією, контейнерами та відкритими рядами. Популярна торгівля з вантажних автомобілів. Найбільший базар збирається в п'ятницю, дещо менший у суботу. Вихідних немає. Зазвичай працює до обіду.
Працює близько 30 магазинів. З них 3 з господарськими та будівельними товарами, 4 з промисловими, побутовою технікою, меблевий, книжковий, тютюн-горілчаний, інші здебільшого продуктові. У деяких можна розрахуватись карткою.
Відкрито 2 звичайні та 1 ветеринарна аптеки.

### Сфера обслуговування
Функціонують перукарня, салон краси, майстерні з ремонту одягу, взуття, побутової техніки, 3 кафе.
У книжковому магазині можна зробити ксерокс та роздрукувати фото.

### Комунікації, ЗМІ
Затишшям широко розповсюджені лінії аналогового кабельного телебачення, та інтернету місцевого провайдера Діамант-ТВ. Транслюється місцевий телеканал із привітаннями та оголошеннями. Інтернет-послуги також надає Укртелеком.
Місцевою пресою виступає Захарівська районна газета «НовинаР», що до 2016 року носила назву «Новини Фрунзівщини».

### Зв'язок

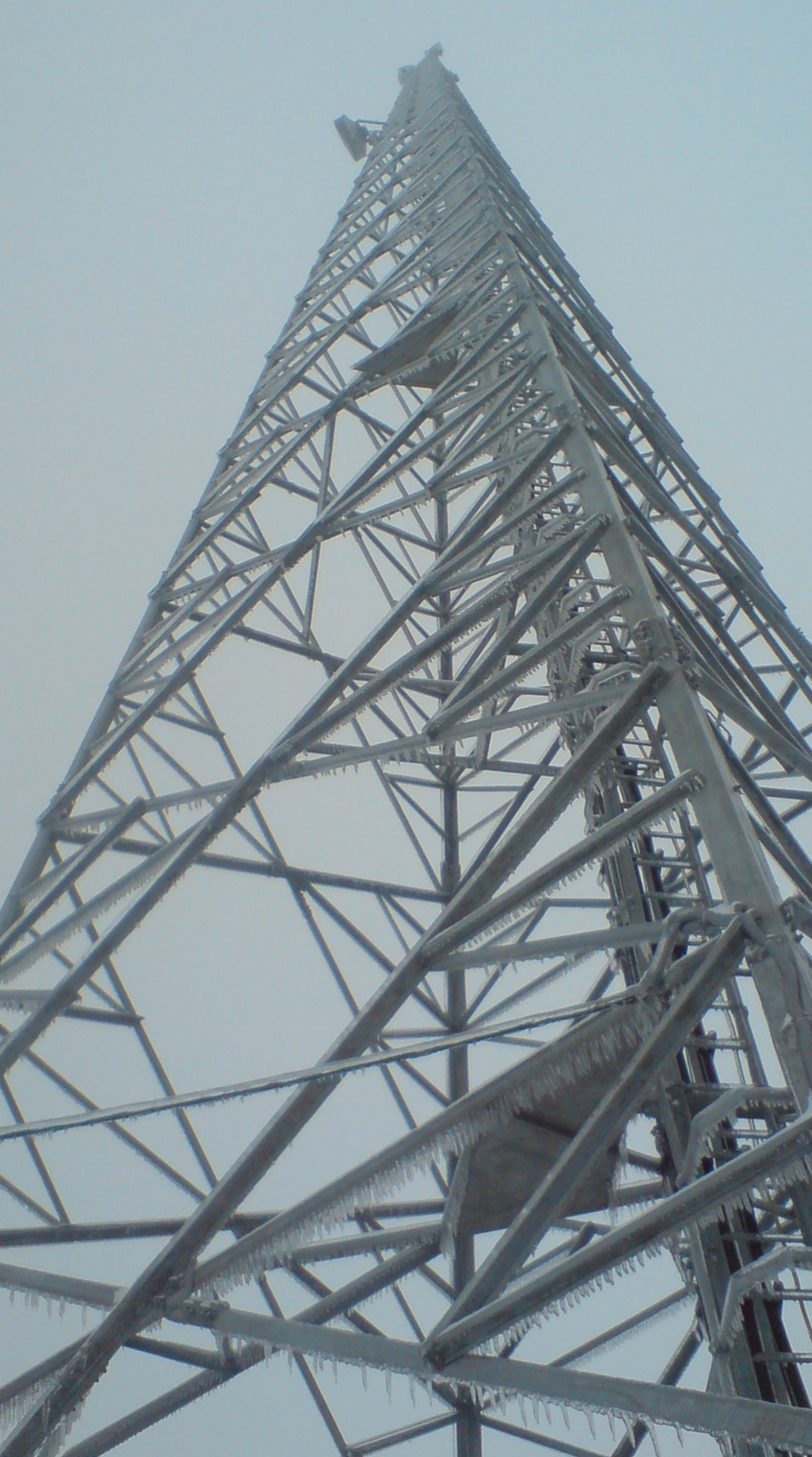
Вежа Lifecell в Затишші

З 2002 року в Затишші діють вежі мобільного зв'язку різних операторів, що багато разів змінювались, демонтувались та будувались нові, у кількості до 5 діючих веж одночасно.
Працюють відділення Укрпошти та Нової пошти.

### Енергетика

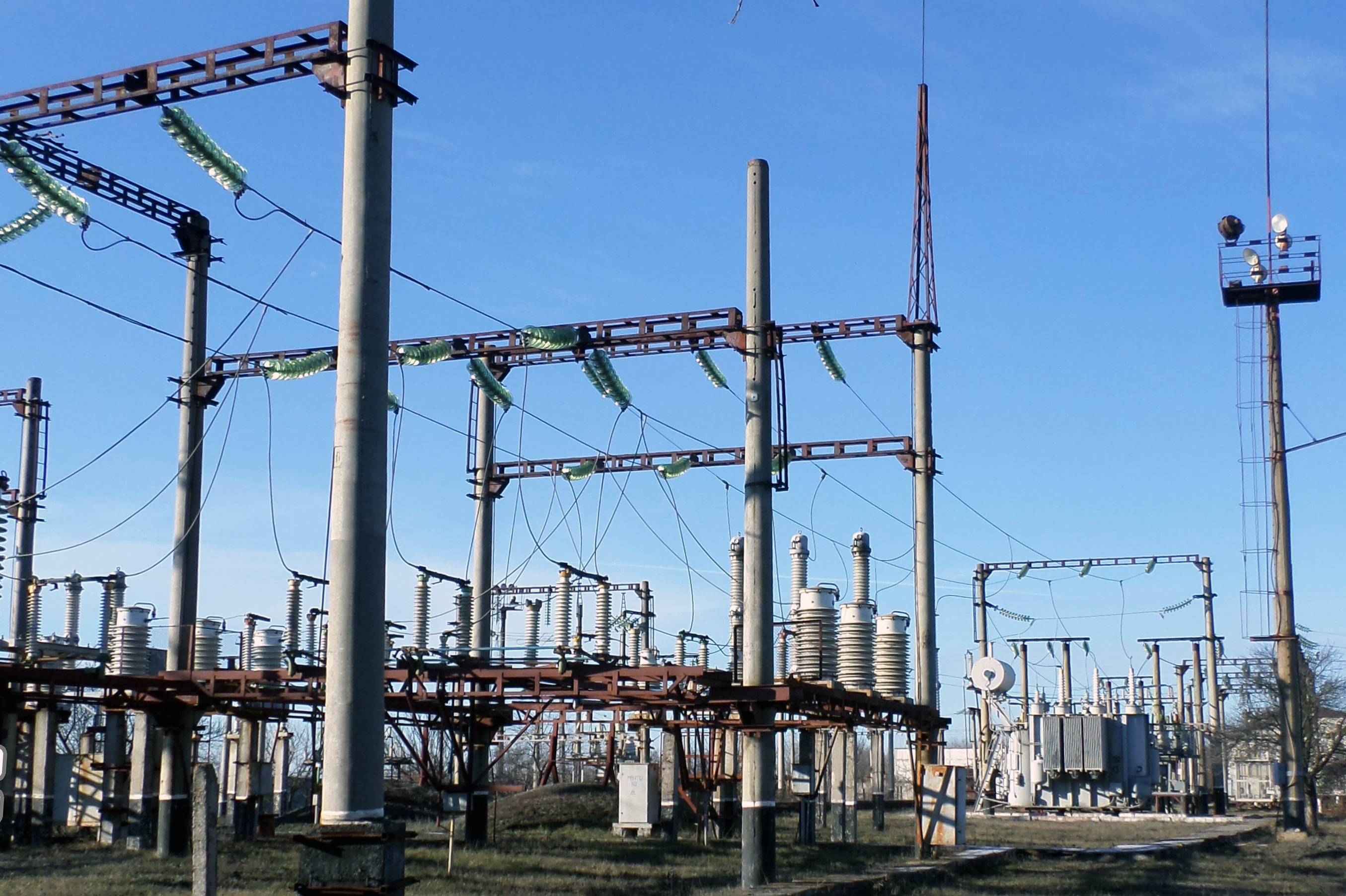
ТПС 110/35/27, 5 кВ «Затишшя»

У селищі розташовані: тягова підстанція ТПС 110/35/27, 5 кВ «Затишшя» та 30/15/10 кВ мережі Захарівського РЕМ-у.
У законсервованому стані з кінця 1990-х років перебуває чимала нафтобаза. Станом на 2019 рік перебуває у власності АТ КБ Приватбанк.
Функціонує паливний склад, що приймає вугілля з вагонів та реалізує населенню.
З 2004 року селище газифіковане.

### Комунальний сектор
Діють 11 водонапірних веж з артезіанськими свердловинами, є лінії централізованої каналізації. Більшість об'єктів у господарюванні Затишанського комунального підприємства.
Налагоджений централізований вивіз сміття.

## Соціальна сфера

### Зайнятість
Поширена маятникова трудова міграція в Одесу, та в меншій мірі інші місця.

### Соціальна політика
Здійснюються доплати за вік із місцевого бюджету. Станом на 2020 рік доплата становить 500 гривень на місяць для осіб від 80 років та 2000 гривень для тих, кому від 90 років.
Пенсіонери щомісячно забезпечуються безкоштовними талонами на проїзд у напрямку Затишшя-Захарівка.
Учні — відмінники отримують стипендію.

### Районний притулок для неповнолітніх
У селищі діє районний притулок для неповнолітніх. Відкрито 1996 року в приміщенні одного з дитячих садків. Станом на 2019 рік його вихованцями є 20 дітей віком від 3 до 18 років. Їм забезпечено досить непогані умови. У приміщенні також діє 2 класи початкової школи.

## Політика

### Голови
З листопада 2015 року посаду селищного голови займає Топольницький Геннадій Миколайович.
З початку 1990-х до 2015 р. селищним головою була Татаріна Інна Григорівна.

### Вибори
Під час виборів, у Затишші традиційно діють 2 виборчі дільниці 139-го округу. Одна з них (№ 510897) постійно перебуває в приміщенні селищної ради, інша (№ 510898) часто змінювала місце свого перебування в межах західної частини селища (РТП, Автопарк, Будинок культури). Окрім затишан, виборцями цих двох дільниць є мешканці сіл Скинешори, Загір'я, Гедеримове Перше та Краснопіль. У межах громади діють ще 2 дільниці — у Веселій Балці (№ 510895) та Торосовому (№ 510901).
Затишшя поділяється на 15 округів, від кожного з яких обирається депутат місцевої ради.

### Депутати мажоритарники

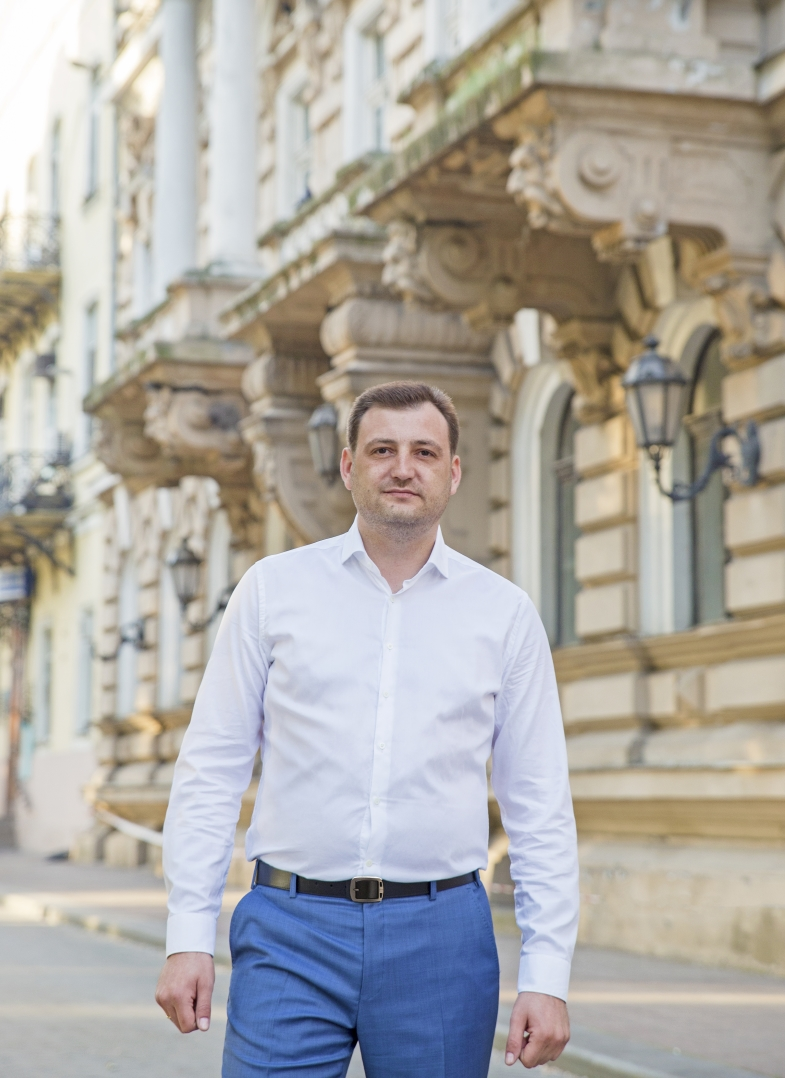
І. І. Васильковський

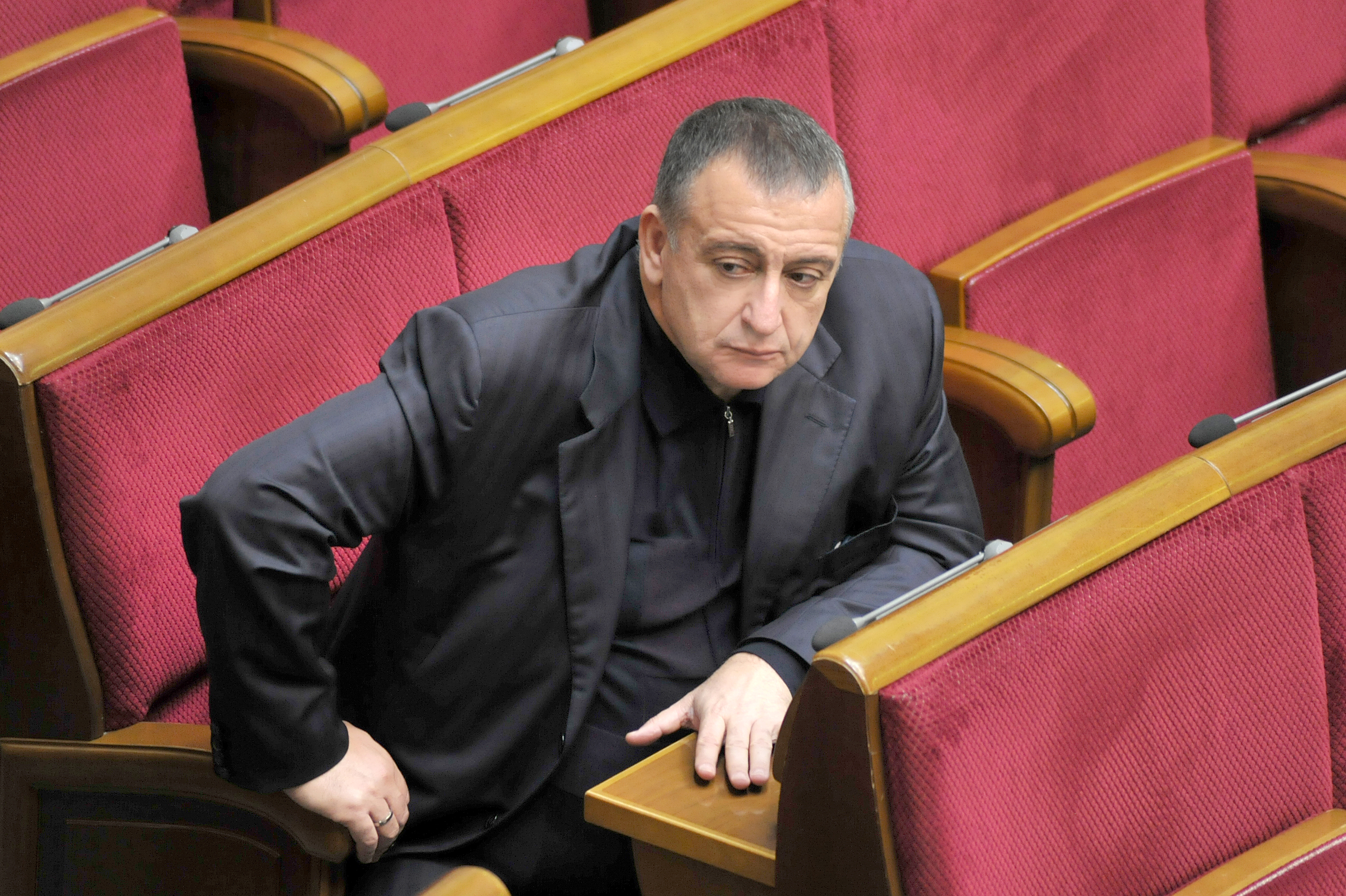
О. С. Пресман

Депутатом Верховної ради 9-го скликання, від 139-го виборчого округу, є обраний від партії «Слуга народу» — Васильковський Ігор Ігорович.
Депутатом рад 7-го та 8-го скликань, був Олександр Семенович Пресман. Був частим гостем у Затишші та широко освітлював свою діяльність у ЗМІ. Балотувався від Партії Регіонів та як самовисуванець.

### Міжнародна сфера
Захарівський район є прикордонним, та за договорами, затишанська прописка надає право вільного перетину кордону, що контролюється Придністровською Молдавською Республікою на пунктах пропуску Йосипівка та Павлівка.

## Історія

### Археологічні знахідки
На території громади, біля Краснополя, знайдено залишки поселення, часів Пізнього палеоліту (40—13 тис. років тому), а біля Затишшя — курган із похованнями епохи бронзи (II тисячоліття до н. е.).
У 1895—1896 роках Землевласник В. І. Станилевич на своїй садибі в Затишші розкопав курган, у якому виявив декілька поховань епохи бронзи. При розкопках він застосував скарбопошукову методику, заклавши декілька траншей, орієнтованих із півдня на північ. Курган виявився складною та багатошаровою археологічною пам'яткою, у якій було складно визначитись непрофесіоналу-любителю. Зрозуміло, йому не вдалось реконструювати складну стратиграфію цієї пам'ятки, та все ж, усі закладені траншеї він докопав до кінця, задовольнивши тим самим свій інтерес.
Приватні господарі землі не були зобов'язані отримувати дозвіл Археологічної комісії на проведення розкопок чи пошуків скарбів на належній їм землі. Вони вільно могли передавати право на розкопки іншим особам, незалежно від їх професійної підготовки. Саме тому стали можливими розкопки поміщика В. І. Станилевича та інших поміщиків, що без жодних наслідків руйнували кургани на своїх землях.

### Заснування

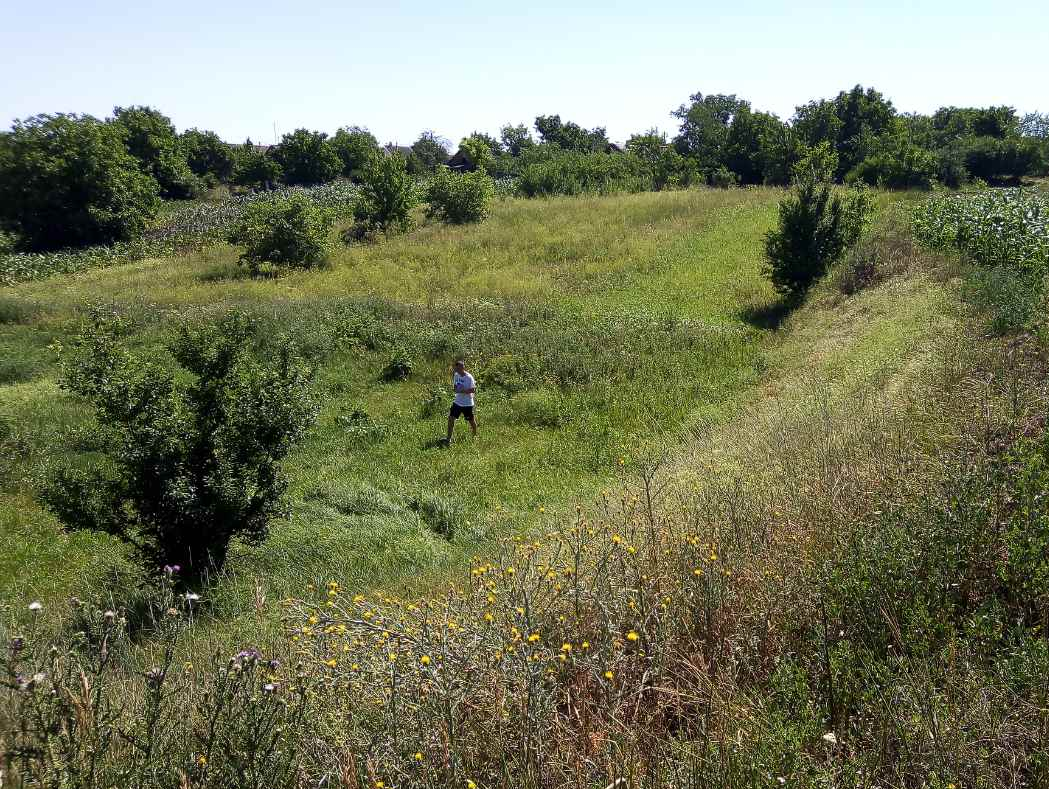
Гребля старого ставка

Виникло в 1865 році, як залізнична станція, під час будівництва першої на підконтрольній Російській імперії частині України залізниці Одеса — Балта.
На фото — найдавніша рукотворна споруда в Затишші, гребля старого ставка. Зведена в чистому полі 1862 року, за 3 роки до будівництва залізниці та заснування Затишшя. Вже тоді було відоме розташування станції. З 1864 року існувало постійне поселення, на його західному березі. З 1920-х збудовано новий ставок вище течією, а цей занепав. Є позначений на триверстових «картах Шуберта» різних видань, до та після появи станції. До появи — просто як хутір, без назви. За інформацією, яку на жаль неможливо перевірити, хутір біля ставка мав назву Титанівка. Нині це городи кількох будинків на вулиці Михайлівська (на фото зверху). Така ж назва, в 1950-ті роки поширювалась на вулиці Михайлівська, Шевченка та вулицю Західну після її побудови між першими двома.
Схожу історію має ще один ставок та хутір, за межами сучасного Затишшя.
Після появи станції, в офіційних документах згадувалось виключно, як «Затишшя, станція та хутори», а після знелюднення більш віддаленого з них, де було шість будинків, у кінці XIX століття, як «Затишшя, станція і хутір». Дальній хутір позначений на картах Австрійського генштабу, часів Першої Світової, хоча в той час вже не існував.

### Походження назви
Логічними та обґрунтованими, можуть бути 2 версії:
1. Ділянка основного водороздільного хребта Подільської височини, яким проходить залізниця, між станціями Іванівка та Затишшя була найважчою для прокладання залізниці, з менш складними ділянками південніше. Далі на північ, майже до Балти, будівництво не вимагало значних земельних робіт і колії можна було класти просто на непідготовану землю. Це стало значним полегшенням, адже усі роботи виконувались вручну. За однією з версій це дало назву станції та навколишнім хуторам.
2. Назва походить від слова «Затишшя» в його прямому значенні. Місце, що зараз займає понад половину селища, захищене рельєфом від вітру в усіх напрямках, окрім південного (частково). Якщо уявити це місце у стані неосвоєного степу — «Затишшя», мабуть перше, що могло спасти на думку, для його назви. Звісно, є й інші місця на ділянці з подібними особливостями, та ті не відповідають терміну схожою мірою.

Майже всі інші станції Одесько-Балтської залізниці отримали назви від поселень розташованих поблизу.

### За Російської імперії

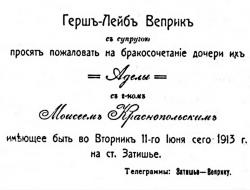
Запрошення на весілля в Затишші, 1913 року

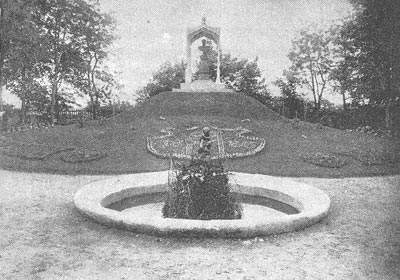
Пам'ятник Олександру II

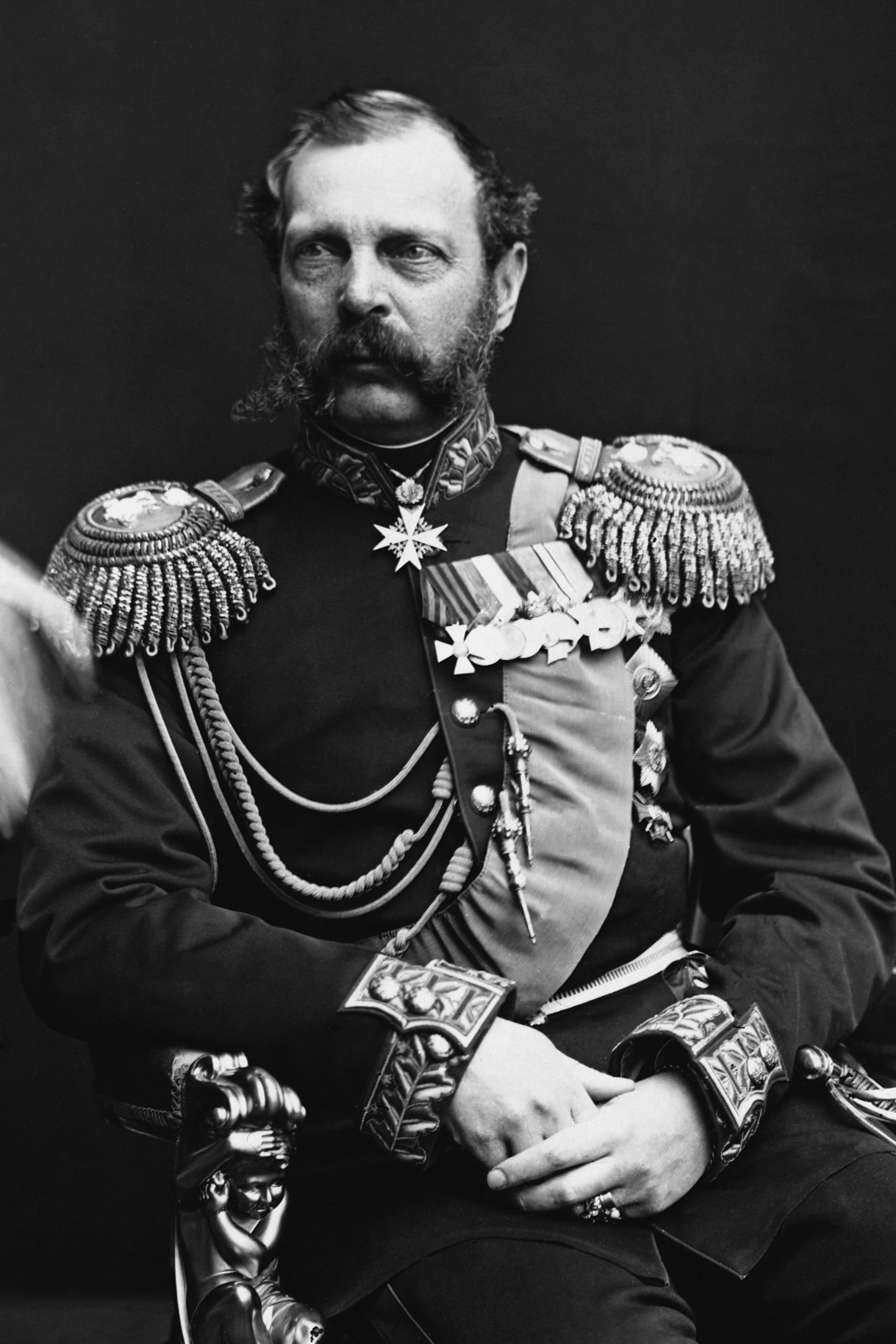
Олександр II

Залізниця та поїзди були значною дивною для населення. Відомі випадки коли люди, пішки приходили за десятки кілометрів, аби зблизька побачити поїзд.
У цей період на станції існували споруди залізниці, житло робітників, різні заклади (пошта, телеграф, лавка, корчма, різні склади та інше). Тодішня інфраструктура дозволяла організовувати, мешканцям волості, тут святкові заходи, на які було зручно діставатись гостям з Одеси.
Викладені бруківкою вулиці Торгова, Суворова, Центральна, старий залізничний переїзд, під'їзні шляхи до різних об'єктів та дорога до волосного центру Захарівки, з укриттям кількох вулиць й там. Утворилась окрема мережа твердої дороги, що з'єднувалась з іншими лише ґрунтовими шляхами.
В 1875-му місцеві залізничники влаштували страйк.
Наступного, 1876 року, посередині завеликого прогону, між Затишшям та Мардарівкою (бруківка на Валегоцулове) збудовано станцію Перехрестове. У Затишші на той час було 11 дворів та мешкало 73 особи.
У Затишші бував російський імператор Олександр II, за правління якого воно й було засноване. У 1885, через 4 роки після його смерті, йому тут було встановлено чималий пам'ятник, зруйнований у часи Громадянської війни. Монумент ніби-то був встановлений вдячними селянами, але його розмах та оформлення наврядчи були б таким до снаги. Цар прославився Кримською війною, скасуванням кріпацтва в 1861 році, звільненням Балкан від Османського гніту, запуском масового будівництва залізниць в імперії та вкрай шовіністською політикою стосовно України.
В 1895—1896 роках тут проводив свої розкопки землевласник В. І. Станілевич.
9 вересня 1896 року в Затишші народився генерал-хорунжий Армії УНР, в еміграції — Павло Михайлович Базилевський.
В 1905—1907 роках поширювались соціал-демократичні листівки із закликами проти царизму.
В 1910 році збудована перша церква.
Функціонував великий склад для мішків з зерном, що звозились сюди возами. Поряд, з високої платформи його завантажувати в вагони. Споруди збережені.
Збудовано водогін, довжиною 6 км, до станції, від великого ставка в Машенькі, площею 80 гектарів. Забезпечував потреби паровозів, робота яких вимагала великої кількості води. Функціонував до 1950-х.
Біля вокзалу споруджено колодязь, що в зміненому вигляді існує й нині. Колодязь на Торговій не зберігся. Майже всі дерева висаджені за часів Російської імперії критично постраждали від ожеледі 2000 року та були зпилені.

### Громадянська війна

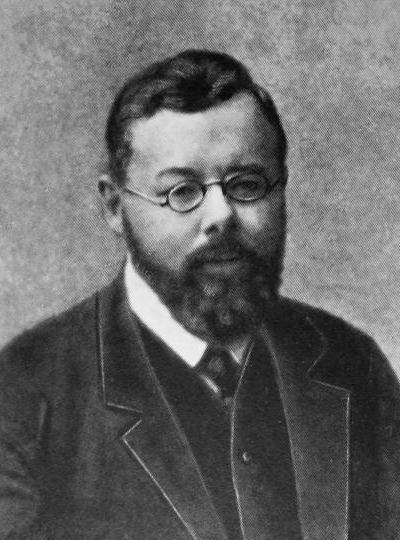
Михайло Іванович Туган-Барановський

#### За Першої Світової
З листопада 1917 у складі УНР.
З січні 1918 року у складі Одеської Радянської Республіки.
Після державного перевороту 29 квітня 1918 р. у складі Української Держави.
З грудня 1918 року — знову в складі УНР.
21 січня 1919 біля станції помер від серцевого нападу Михайло Іванович Туган-Барановський, який очолював фінансову місію в делегації Директорії УНР, яка прямувала на Паризьку мирну конференцію. Похований в Одесі.
З лютого 1919 р. знову під владою більшовиків.

#### Українсько-білогвардійська війна
14 вересня 1919 року, вважається першим днем українсько-білогвардійської війни. У цей день на зайнятій військами Добровольчої армії, станції Затишшя, частини армії УНР, неочікувано напали на ескадрон білогвардійців, що дало можливість Денікінові віддати наказ про наступ проти українських військових.
До наступу «білих» з півдня і Армії УНР з півночі, місцевість була під контролем «червоних». Наступаючи в одеському напрямі, частини армії УНР, дійшли до станції Бірзула. У цьому районі розташувалась Волинська група (її основу складали 1-ша Північна дивізія і 4-та дивізія сірожупанників) Армії УНР. З чуток у районі Одеси очікувався Білий десант, і група повинна була стати заслоном проти добровольчих частин. На станцію Перехрестове (найближча північніше Затишшя) був висунутий 2-й Переяславський кінний полк під командуванням полковника Миколи Аркаса. Чисельність полку перевищувала 300 осіб, але озброєно з них було менше третини. У полку були три кулемети, причому один несправний. 3-й вільно — Драгунський Новоросійський полк, після взяття Одеси (спільно з офіцерськими організаціями, за підтримки Антанти), рушив на північ, і дійшов до станції Затишшя. Аркас, при особистій зустрічі з Ляшковим запевнив останнього, що він, і його бійці, маючи одну і ту ж мету, боротьби з більшовиками, є союзниками Доброармії). Ляшков повірив Аркасу — і на тому заспокоївся, повністю впевнений у тому, що стоїть пліч-о-пліч з союзниками.

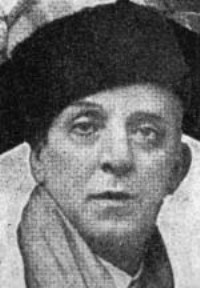
Микола Аркас

Перші контакти між представниками двох армій носили цілком мирний характер. Так тривало кілька днів, поки драгуни — несподіваного не були атаковані і роззброєні Армією УНР.
14 вересня 1919, сотник Кінного полку імені Максима Залізняка, Олексій Царенко, зі своїми 50 козаками атакували 3-й Драгунський Новоросійський полк, що перебував в ешелоні, біля станції Затишшя.
50 українських козаків полонили 326 добре озброєних білоармійців. Було також захоплено: 2 гармати, 16 кулеметів, 380 коней, потяг із 29 вагонами. Командир новоросійців, ротмістр Ляшков, який був переконаний у миролюбності Аркаса і тому не вжив заходів охорони, застрелився.
Пізніше, вже в еміграції, полковник Аркас. докладно описав цей епізод. Він повідомив про те, що жителі Затишшя повідомили йому, що «білі» кудись збираються, а зв'язку зі станцією не було. Тоді Аркас відправив своїх кіннотників на рекогносцирування, але білі, помітивши їх, відкрили вогонь, після чого були атаковані і роззброєні.
Для проведення рекогносцирування український командир використав практично всіх озброєних людей у полку. Неясно, чи побоювався Аркас, що буде дійсно атакований, і повідомлення про збори у Затишші затвердило його в цій думці, або, скориставшись моментом, він вирішив захопити Білу батарею. Але зіткнення було, і потім Аркасу довелось відкидати звинувачення, у розв'язанні війни між українським військом і білими. Вважалося, що розв'язання війни, було більш вигідним Білій армії.
15 грудня 1919 наказом по армії УНР, Микола Аркас був оголошений зрадником. Значна частина полку незабаром повернулася до армії УНР.
Примітка: Альтернативні думки.
1. Гетьман Павло Скоропадський, був особисто знайомий з Аркасом, так як, він був його особистим охоронцем (у листопаді 1918 року, заарештований Гетьманськими спецслужбами, за участь у підготовці повстання, проти нього). У своїх мемуарах, про цей випадок, гетьман пише наступне: «Микола Аркас розділив свій полк надвоє — по 45 бійців — і направив їх на фланги драгунів А сам із десятком штабних старшин захопив ворожу батарею Після цього запропонував денікінцям скласти зброю, тому що інакше введе в бій „другий полк“. Той, якого в нього насправді не було. Денікінці зброю склали, босі махновці вискочили з укриття і озброїлися. Тільки тоді драгунам стало ясно, як ганебно вони програли бій. Їх командир застрелився. Аркас наказав поховати його з усіма почестями. Станція, де це сталося, звалась Затишшя».
2. За однією з думок, українські кавалеристи, вночі оточили і потім спокійно роззброїли захоплених зненацька, заспаних драгунів (імовірно, за спогадами офіцерів Зведено-Драгунського полку).

Стан у країні: На територіях контрольованих УНР, найбільшими містами були Вінниця та Житомир. Час був, й без того складним для країни. Разом із просуванням полку Миколи Аркаса, восени 1919-го, зміщувались фактичні південні кордони УНР. Країна не мала союзників. Всі навколо прагнули загарбати українську землю. Через вимушене союзництво з Центральними Державами наприкінці Першої світової війни, Україна була позбавлена міжнародної підтримки. Антанта допомагала її ворогам — Другій Речі Посполитій та Білому руху. Денікін та його оплічники публічно висловлювали невизнання навіть підґрунтя існуванню України та заперечували існування українців, як окремого етносу. Влада УНР не полишала надії на нейтралітет Білої армії, як на можливість збереження української державності, тому Миколу Аркаса й оголосили зрадником.

#### Становлення радянської влади
Після розгрому Білої армії, знову, вже втретє, опинилось під владою більшовиків.
У травні 1921 р. в Затишші організовано сільськогосподарське товариство «Батрак». 9 листопада, того ж року перейменована на «Весну».
Перебувало в Радянській Україні, а після створення 1922 року СРСР — у його складі.

### Період довоєнного СРСР

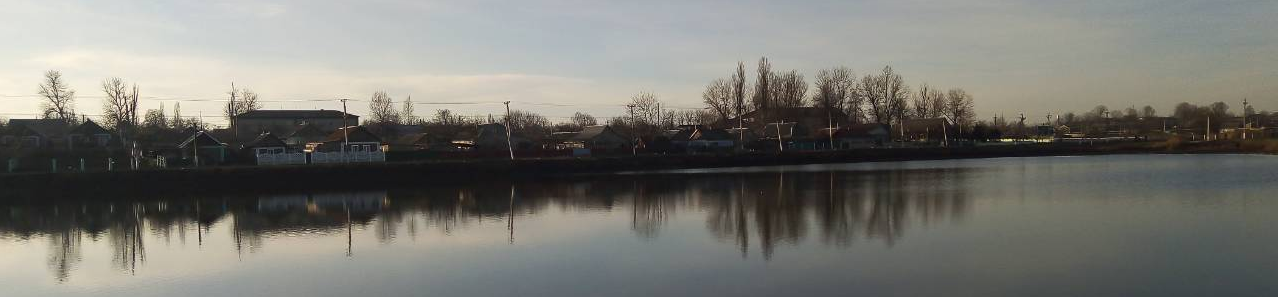
Ставок у Затишші, споруджений у 1920-ті

В 1920-х роках почалась активна розбудова поселення, відкрито нову школу, споруджено новий ставок, вище течією.
В 1923 році створено партійний осередок та комсомольську організацію. Відкрито сільську раду.
11 серпня 1925 року, залізницею, з Одеси на станцію Бірзула (нині місто Подільськ), що була тоді столицею Молдавської АРСР, перевозили до мавзолею тіло Григорія Івановича Котовського. Було організовано прощання.
В 1926 році споруджено елеватор на 100 000 пудів.
1930 р. організовано Машино-тракторну станцію. Її першим директором був М. І. Шарапов.
Затишшя відносно не постраждало від голодомору 1932—1933 років.
У квітні 1938 року станцію було використано (48 вагонів) для виселення 141 родини (463 людини) репресованих із Фрунзівського району у Казахську РСР.
У 1939 році трактористи Затишанської МТС брали участь у Всесоюзній сільськогосподарській виставці.
Станом на 1941 рік, у Затишші було 17 вулиць і провулків, 121 двір. Діяли колгосп, МТС, машино-тракторна майстерня, елеватор, сільрада, райзаготконтора, лісорозплідник, сільпо, аптека, амбулаторія, середня школа.

### Друга світова війна

#### Бойові дії 1941р.
Наприкінці липня 1941 румунсько-німецькі війська захопили плацдарм на лівому березі Дністра, на стику оборони Приморської та 9-ї армій, в районі Дубоссар, та почали вживати заходів щодо його розширення. 31 липня він досяг лінії Павлівка — Оленівка (47°22′35″ пн. ш. 29°31′41″ сх. д. / 47.37639° пн. ш. 29.52806° сх. д., зняте з обліку 07.07.1983 як Оленокарицьке).
1 серпня, за рахунок переваги в живій силі (до 3 піхотних дивізій) та застосування пікуючих бомбардувальників вони вийшли на лінію Павлівка — Затишшя — Давидівка — Оленівка. 30-та стрілецька дивізія 9-ї армії відступила на значну відстань та зайняла оборону на лінії Давидівка — Затишшя. Зазнавши величезних втрат у попередніх боях, до її складу входили власні 36-й та 71-й полки та перепорядкований їй 469-й полк 150-ї дивізії, загальною чисельністю близько 800 осіб (штатна чисельність стрілецької дивізії — близько 11 тисяч). Ще один її полк залишився на попередньому рубежі Григоріополь — Мале Колосове (зараз Красне), фронтом на північ, де тримав оборону з 95-ю стрілецькою дивізією Приморської армії. З точки зору 9-ї армії 30-та СД була її лівим флангом (правий фланг тримав оборону в районі Балти, де передові моторизовані підрозділи пішли в наступ на стику 9-ї і 18-ї армій). Сформувався довгий, в кілька разів менший завширшки, витягнутий на схід плацдарм, що простягався від Дністра до Затишшя. Увечері розвідчастини наступаючих перехопили контроль над залізницею біля Перехрестового та Копійкового.
2 серпня 30-та СД відступила на правому фланзі та зайняла рубіж Гедеримове Перше — західні околиці Затишшя — Андрусова. Важливою подією, на фронті загалом, в цей день стало оточення 6-ї та 12-ї армій біля Умані.
На 3 серпня було заплановано контрнаступ із метою ліквідації плацдарму. Окрім 30-ї СД зі сходу, плацдарм мали атакувати 95-та СД з півдня та найчисельніша 51-ша Перекопська СД з півночі. Зустрічаючи запеклий супротив 30-та СД змогла пройти на ділянці Гедеримове Перше — Загір'я вперед на 2—3 кілометри, та отримала завдання провести нічну атаку та охватом із півночі заволодіти Гедеримовим Першим. Також підрозділам 9-ї армії вдалось перерізати в тилу шлях частинам, що прямували з Павлівки на Затишшя. 95-т СД, що мала сприяти нічній атаці 30-ї СД, вдень пішла в наступ із південної окраїни Шипки, сама зазнала потужного контрудару та відійшла на рубіж Новоолександрівка — Ташлик. 51-ша Перекопська СД знищила дві роти супротивника та заволоділа Федорівкою, висотою 199,0 та Оленокарицьким, яким, разом із висотою, мала заволодіти у нічній атаці.
На кінець дня 4 серпня 30-та СД правим флангом охоплювала з півночі Гедеримове Перше, а лівим просунулась до Краснополя, Богданового Першого та розпочала бій за Захарівку. На північній ділянці плацдарму 51-ша Перекопська СД, що мала завдання перейти в наступ та заволодіти Дубоссарами змінила бойовий порядок 2-го та 3-го дивізіонів у районі Дубового, а 1-й розвернула фронтом на південь у займаному районі. 648-й артилерійський полк, яким дивізію доукомплектували зранку завдав потужних ударів по скупченням супротивника біля сіл Нові Гояни, Новорозівка, Федорівка та в гаю, що в 7 км південно-західніше Дубового, а також по бойовим порядках німецьких військ, їх контратакуючим частинам, однак 50-та німецька піхотна дивізія, якій підійшли на допомогу частини 3-ї та 7-ї румунських дивізій, за підтримки кількох артилерійських дивізіонів, атакували і зайняли село Гулянка, а трохи пізніше Оленокарицьке та Тригради. В останньому вони влаштували ввечері на вулиці святкування, 648-й АП полк 51-ї СД випустив близько трьохсот снарядів по скупченню піхоти, контроль над населеним пунктом було повернуто.
Південна межа плацдарму проходила від Богданового Першого лінією через хутір Первомайський (47°09′02″ пн. ш. 29°45′52″ сх. д. / 47.15056° пн. ш. 29.76444° сх. д., зараз не існує), Шипку, Мале Колосове.
Також 4 серпня, до роти німців на мотоциклах захопили станцію Іванівка. Було вжито заходів до повернення контролю.
5 серпня 30-та СД займала рубіж Богданове Перше — Краснопіль — східні околиці Захарівки — Гедеримове Перше. 95-та СД займала рубіж Шипка — Григоріополь, однак стрімко змінювалась ситуація на північніших ділянках фронту: румунська піхотна дивізія, за підтримки танкового батальйону продовжила наступ на схід від Подільська на станції Заплази та Любашівка, піхотний полк німців глибоко вклинився в оборону 48-го стрілецького корпусу між Пасицелами та Байталами, досягши Точилового. 48-й СК відійшов на рубіж Новогеоргіївка — Ананьїв — Мардарівка. 51-ша СД мала перейти на новий рубіж Мардарівка — Перехрестове. Полегшити її відхід мав запланований на наступний день самозгубний наступ 30-ї СД у напрямку Василівки, якого не сталося. Супротивник посилив своє угрупування, що протистояло 30-й СД та складалось із частин 3-ї та 7-ї румунських дивізій, перекинутими з Могилів-Подільського напрямку частинами 15-ї румунської дивізії та німецькими підрозділами мотопіхоти. Додатково дві румунські дивізії будо перекинуто з півдня до Дубоссар.
В 16:20, 5 серпня, командуючий Південним фронтом І. В. Тюленєв віддав директиву № 0049, згідно з якою війська Південного фронту мали відійти на тиловий оборонний рубіж Чигирин — Знам'янка — Федорівка (?) — Братське — Вознесенськ — Березівка — Благоєве — Біляївка. Вийти на нього армії Південного фронту мали до 12 серпня.
7 серпня на рубежі Гедеримове — Захарівка — Краснопіль — Богданове Перше супротивник тимчасово перейшов до оборони.
У ніч з 7 на 8 серпня, під прикриттям сильного ар' єргарду, 48-й СК почав відхід на рубіж Братське — Березівка, а Приморська армія на рубіж Березівка — Роздільна — Кучурганський лиман. 30 сд відступила у напрямку Березівки, де частина її перейшла до Приморської армії. Незабаром фаштсти вийшли до моря між Одесою та Миколаєвом, тож частина 30-ї сд залишилась в оточенні в обороні Одеси, а частина продовжила відступати на схід.

#### Румунська окупація
Відтоді до 4 квітня 1944 р. перебувало під окупацією Румунського королівства.
Навчання в школі намагалося проводитись румунською мовою.
Всі підприємства продовжували функціонувати, як за радянської влади.
Адміністративно підпорядковувалось Фрунзівському району, Дубосарського повіту, Губернаторства Трансністрія.

#### Підпілля, репресії
З перших днів окупації, вчитель місцевої школи, Непомнящий організував учнів для боротьби з окупантами. Але не маючи досвіду підпільної роботи, всі вони швидко потрапили до рук жандармів та були розстріляні.
В 1942 році на Центральній площі окупанти розстріляли ще сімнадцять 16-річних юнаків і дівчат, членів підпільної комсомольської організації.
Досить успішною була діяльність групи Г. Г. Донського, що поширювала листівки про стан на фронтах та займалась диверсійною діяльністю.

#### Наступ радянських військ
Пройдене без бою 95-ю гвардійською стрілецькою дивізією 32-го гвардійського стрілецького корпусу 5-ї гвардійської армії 2-го Українського фронту, 3 квітня 1944 року.
3 4 по 6 квітня в районі Затишшя (західніше) скупчувалися сили 7-ї гвардійської армії для передислокації тилами у північно-східну Румунію, через що Затишшя позначене на багатьох загальних мапах Одеської, Умансько-Ботошанської та всієї Дніпровсько-Карпатської операції хоча ніяких бойових дій у 1944 році в ньому та за нього не було.

#### Вшанування пам'яті

Братська могила біля Старого цвинтаря

У братській могилі, біля Старого цвинтаря, було поховано 281 радянського воїна.
Пізніше, до неї проводилось декілька перепоховань, останнє 2019 року, з околиць села Гедеримове Перше.

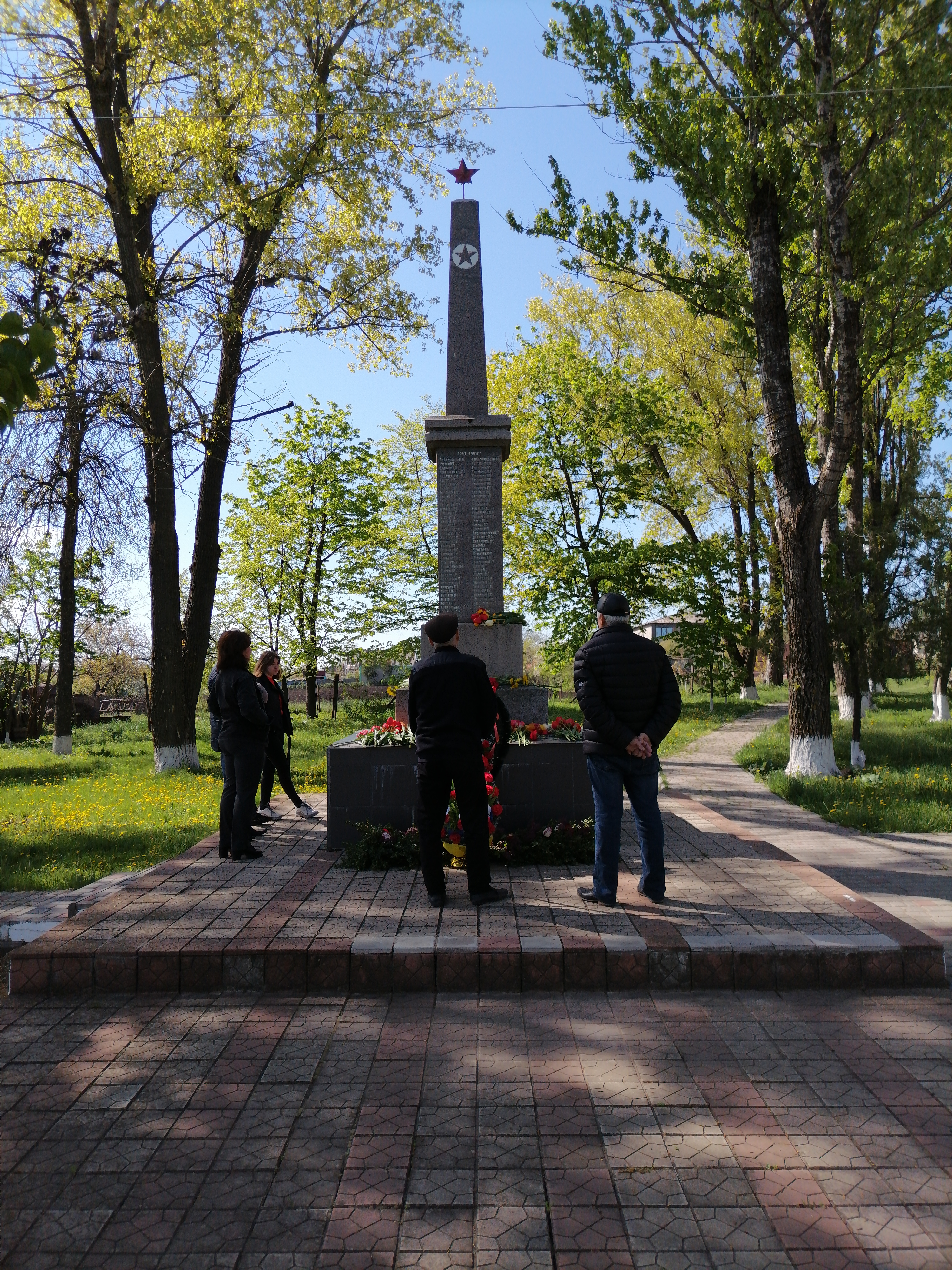
Пам'ятник загиблим на фронті затишанам

Окрім братської могили, в 1964 р. у селищі встановлено пам'ятний обеліск із переліком загиблих на фронті затишан — 126 прізвищ. Один із них — Михайло Васильович Фурдуй (колишній розвідник), повернувся до Затишшя влітку 1947 року живим, та все ж є там вказаним. Помер у 2015 році.
Серед тих хто повернувся, найбільше нагород отримав повний кавалер ордена Слави трьох ступенів І. Г. Дитюк. Найвідоміший у Затишші ветеран — Петро Демиденко, що своїми силами організував декілька перепоховань та був частим гостем у школі.
8 травня, у День пам'яті та примирення, покладаються квіти до обох пам'ятників.
Станом на 2019 рік у живих не залишилося жодного ветерана цієї війни, що мешкають у Затишші.

### Період післявоєнного СРСР

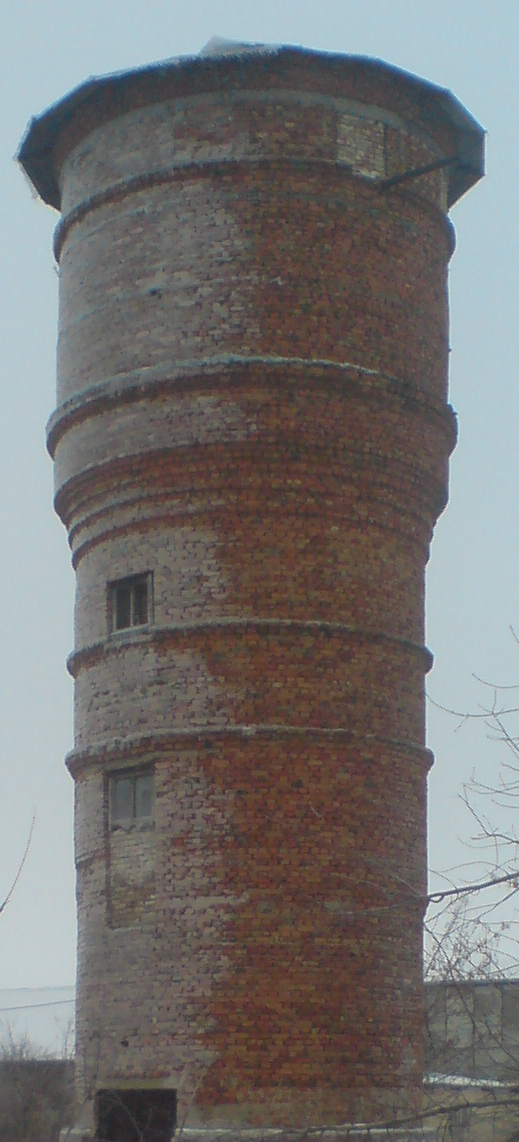
Водонапірна вежа на «Турецькому» млині

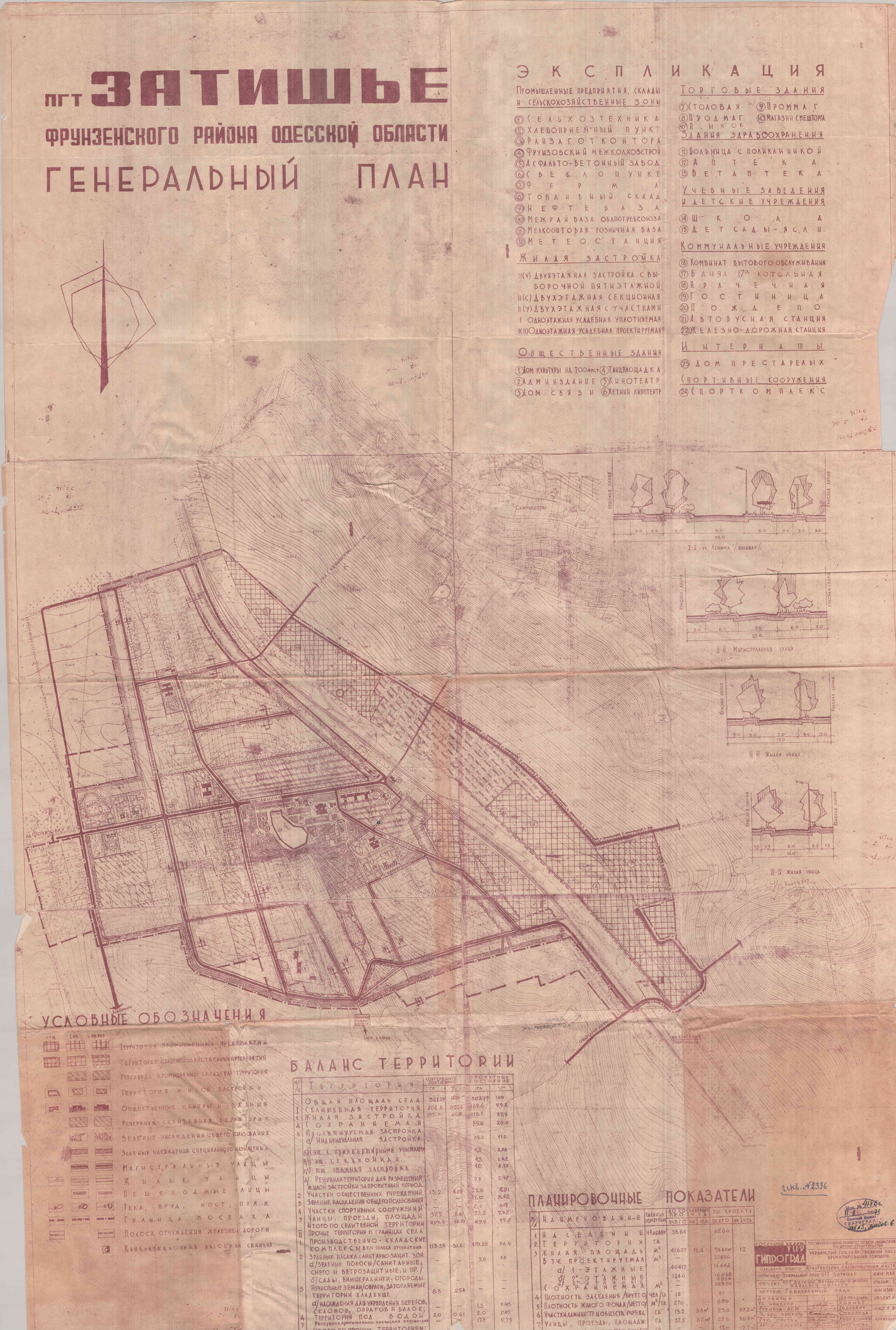
Генеральний план Затишшя схвалений 1973 року

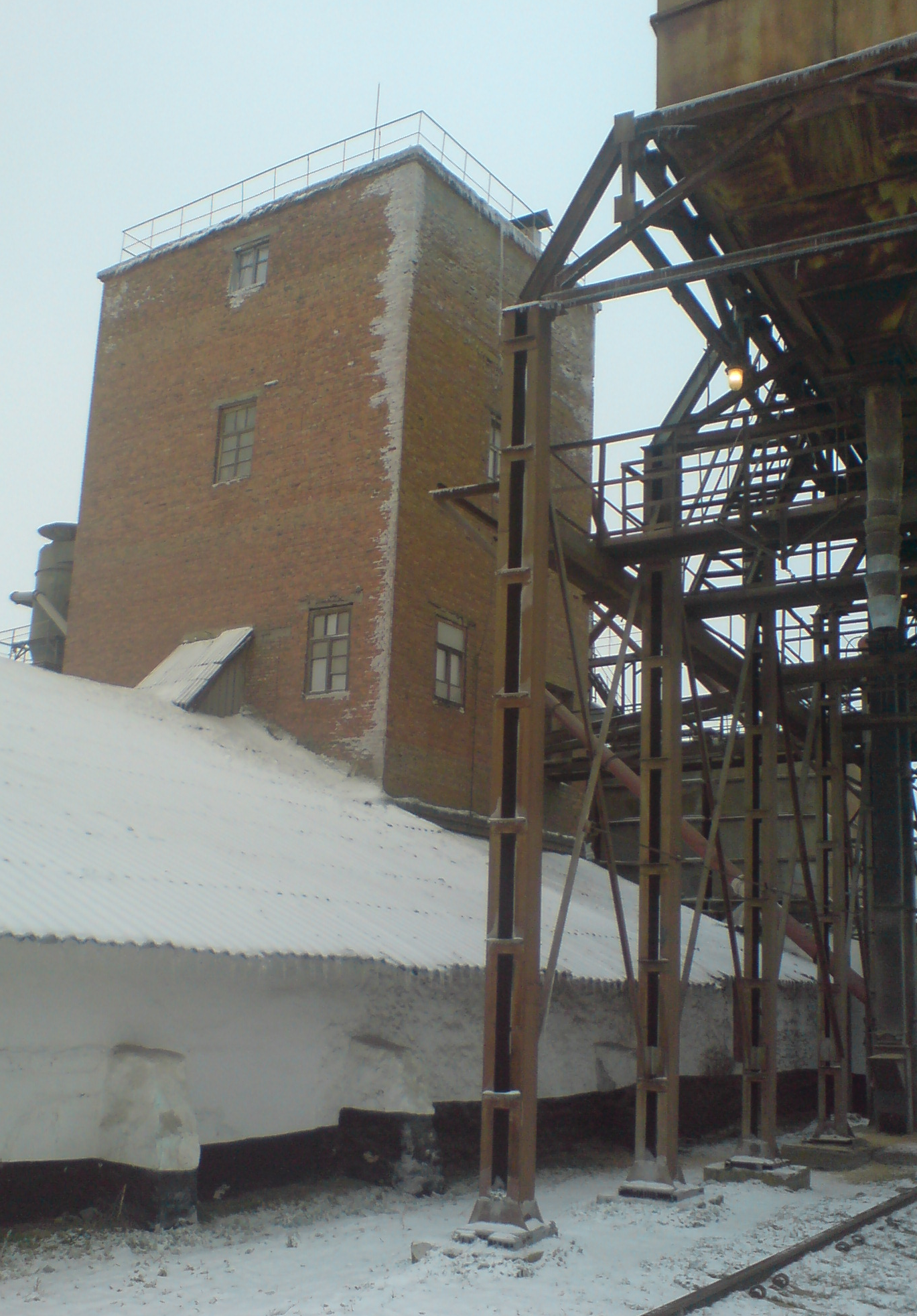
Елеватор-1

1956 р. відкрито літній кінотеатр.
У 1950-ті — 60-ті роки збудовано близько половини всіх приватних будинків у Затишші.
З 15 червня 1964 року — селище міського типу. На той час, в Україні, було ще купа райцентрів-сіл (на Одещині — Комінтернівське, Миколаївка, Овідіополь та Ширяєве). Затишшя — останній населений пункт на Одещині, що отримав статус смт та взагалі підвищення в статусі за влади М. С. Хрущова. Роком раніше Захарівка також отримала статус смт, та в слідок адміністративних експериментів 1963 року стала центром одного з 8-ми збільшених районів області. У 1965 році реформу скасовано, районів знову стало багато, але трохи менше ніж було до цього.
У цьому ж році відкрито нову триповерхову школу розраховану на 800 школярів. Облаштовано обеліск загиблим під час Другої Світової війни затишанам.
В 1967-му збудовано будинок культури.
1969 р. в Затишші (з урахуванням 8 сіл селищної ради, що натоді також вважались Затишшям) мешкало 5683 людини та було 2117 домогосподарств.

#### Нереалізовані плани перебудови в місто, 1970-ті
За генеральним планом, сваленим 1973 року планувалась повна перебудова Затишшя. Найвіддаленіші від центру вулиці (Східна, Нова) та колгосп підлягали винесенню за межі населеного пункту та знесенню. Всю центральну частину селища з витягнітістю в західному нарямку, до краю, планувалось перебудувати в суто міську забудову. Простір між Центральною (Леніна) та Чкалова, мало бути знесено, та забудовано двоповерховою багатоквартирною забудовою та однією п'ятиповерхівкою. Північно-східна частина приватної забудови селища (Куяльник, за залізницею) резервувалась під промислову та складську забудову. План є частково реалізованим, але більшість споруд та будівель відпочатку використовуються за іншим призначенням (наприклад Будинок культури мав бути готелем). У цілому, першоетапність плану — очевидна. На затвердженому етапі площа Затишшя мала зменшитись, а населення зрости з 3664 до 6200 чоловік.

#### Перебудова, розпад СРСР
В 1988-му збудовано нову церкву.
У Затишші зупинялися всі швидкі поїзди.

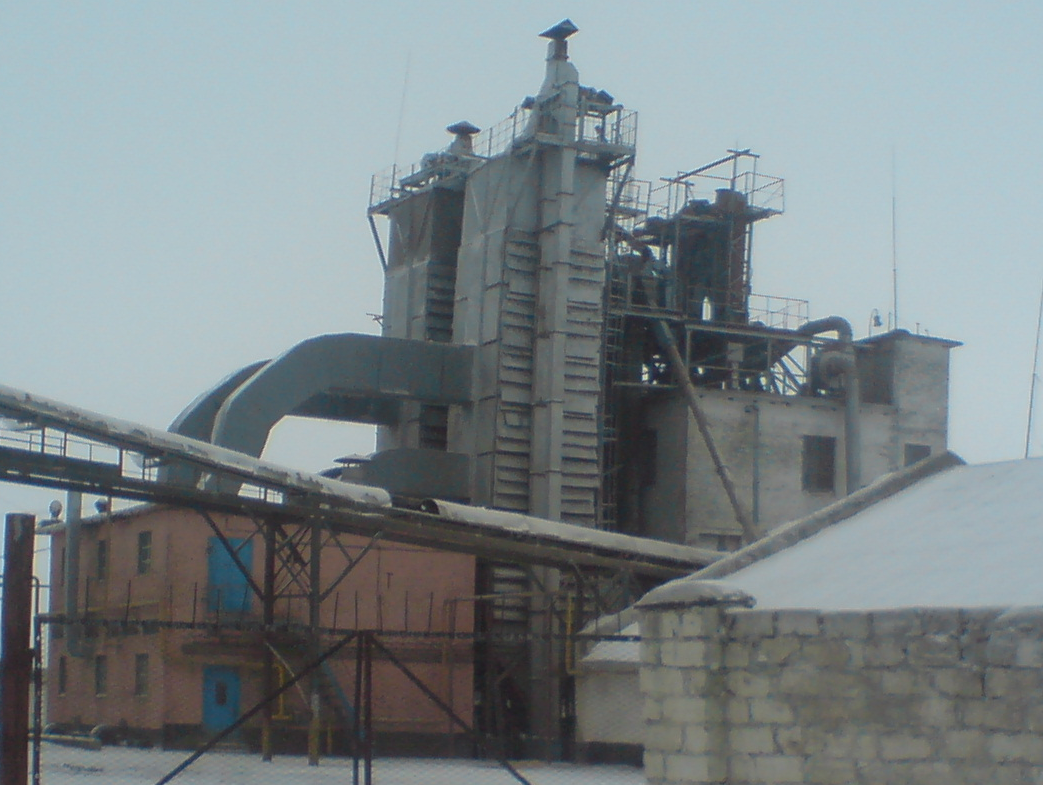
Елеватор-2

Станом на 1991 рік у Затишші діяли: елеватор, міжрайбаза на 3 райони, нафтобаза на 2 райони, 2 районні Міжколгоспбуди, Райпостач, Райзаготконтора, Фрунзівське РТП, Транспортна контора, автопарк, Лісорозплідник, Асфальтний завод, купа різних складів, колгосп «Правда», бурякопункт, пожежна частина, відділок міліції, Районна лікарня, ветеринарна лікарня, метеостанція, Будинок побуту.
Логістична частина господарського комплексу відповідала потребам Радянської планової моделі економіки та швидко занепала з розпадом СРСР. Частина підприємств постраждала не одразу, а інша — знайшла своє місце в новій моделі, та успішно функціонує і нині.

### У незалежній Україні
Залізниця на цій ділянці електрифікована в 1992 році. Водночас біля залізничного переїзду збудовано потужну тягову електричну підстанцію 110/35/27, 5 кВ, для забезпечення напругою залізниці, депо локомотива та новий двоповерховий будинок на 32 квартири.
1994 року станція використовувалась для виводу військової техніки з ПМР до Росії, після завершення там гарячої стадії конфлікту.
У середині 1990-х рр. у Затишші пройшла остання хвиля масованої забудови, що значно подовжила вулицю Нову та зробила двосторонньою вулицю Перекопську.
В 1997 та 1998 роках демонтовано два великих, та досить сучасних козлових крани логістичного комплексу станції, що були її «візитною карткою».
В 1998 році закрито відділок міліції.
Під час будівництва нафтопроводу Одеса-Броди у 2001 році у селищі розташовувалось одне з його будівельних управлінь — БУ-9 Полтаванафтобуд.
2002 р. закрито Пожежну частину.
Від початку 2000-х почалось поступове скорочення кількості швидких поїздів, що здійснювали зупинку в Затишші.
З 2004 року селище газифіковане.
2006 р. побудовано дорогу на Нову Григорівку.

#### 2010-ті роки

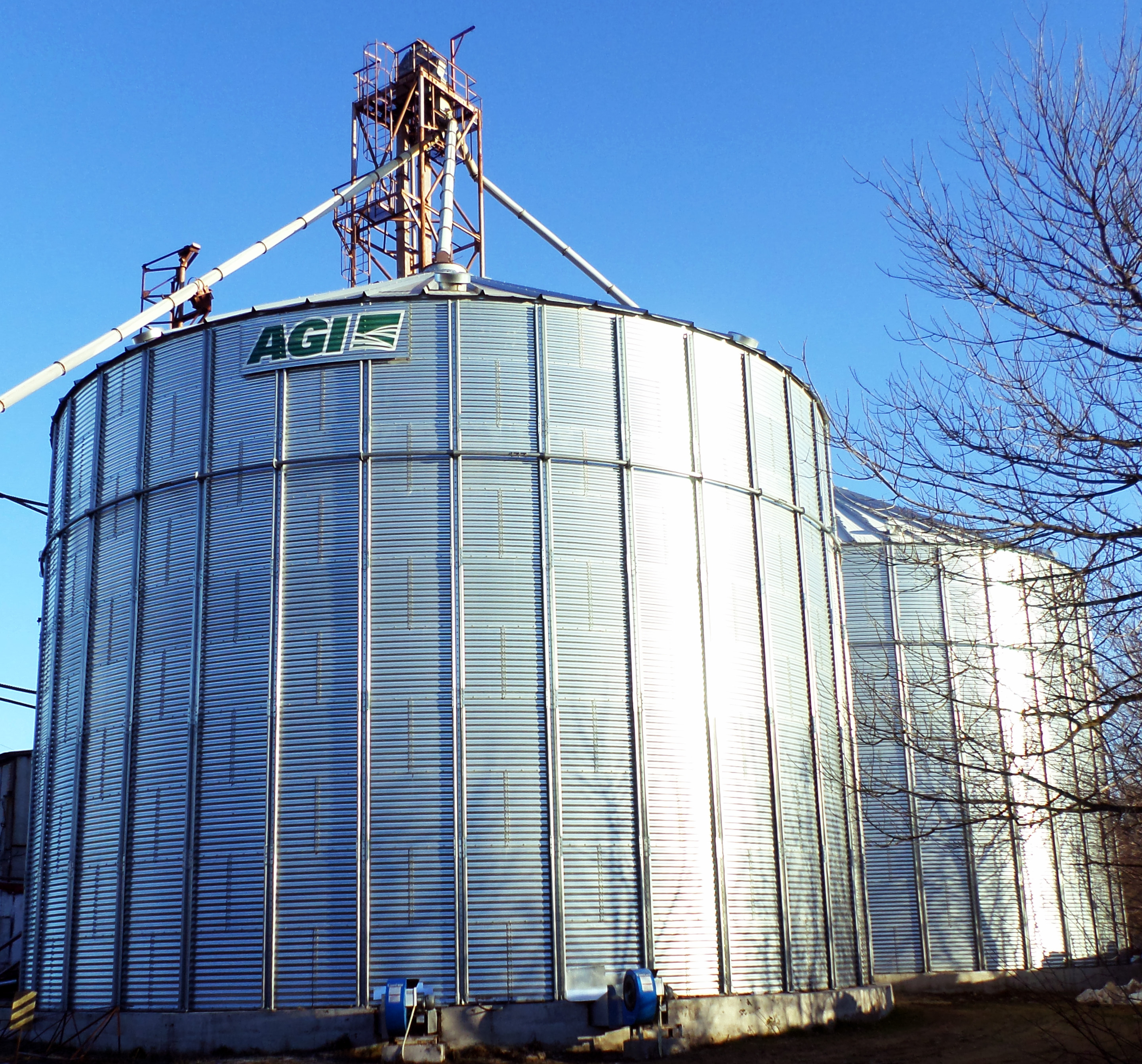
Елеватор на Турецькому млині

З 2016 р. центр новоствореної Затишанської об'єднаної територіальної громади. З того часу заасфальтовано чимало периферійних вулиць, реконструйовано будівель та зроблено багато в цілому.

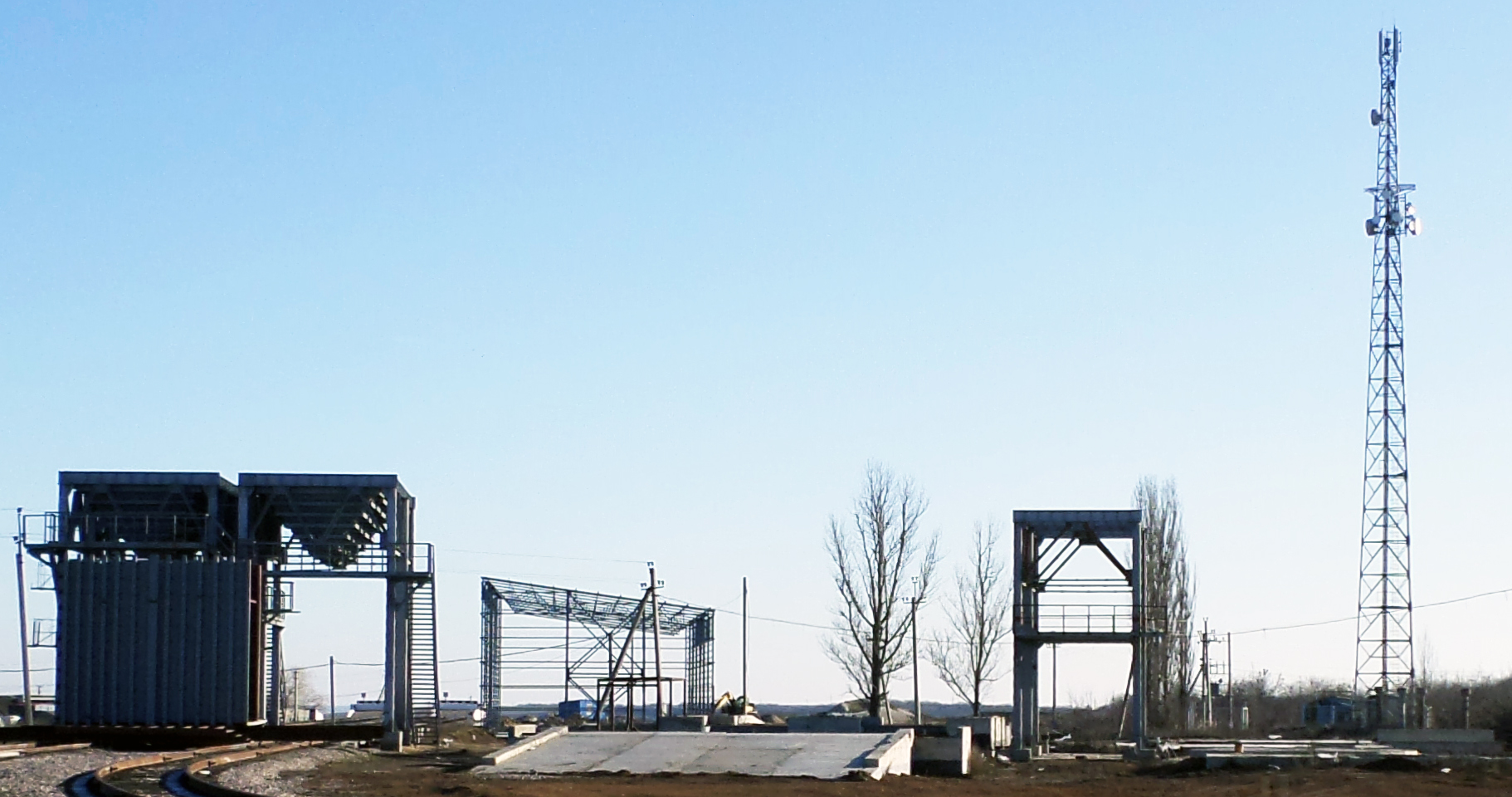
Будівництво нового елеватора, січень 2020 р.

## Вулиці

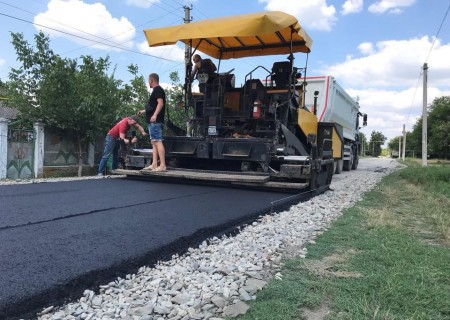
Ремонт вулиці Колгоспна

У Затишші 60 вулиць та провулків, об'єднаних 46-ма назвами, велика Центральна площа, декілька парків та скверів, кілометри сучасних тротуарів, 2 кладовища.
Загальна протяжність доріг загального користування в межах населеного пункту — близько 36 км.
Всі вулиці з комуністичними назвами переіменовано місцевою радою в 2015—2016 роках.
З 2015 року заасфальтовано чимало другорядних та периферійних вулиць, оновлено тротуарів та пішохідних доріжок.
Розповсюджені ряди тополь вздовж доріг.

### Центральна площа

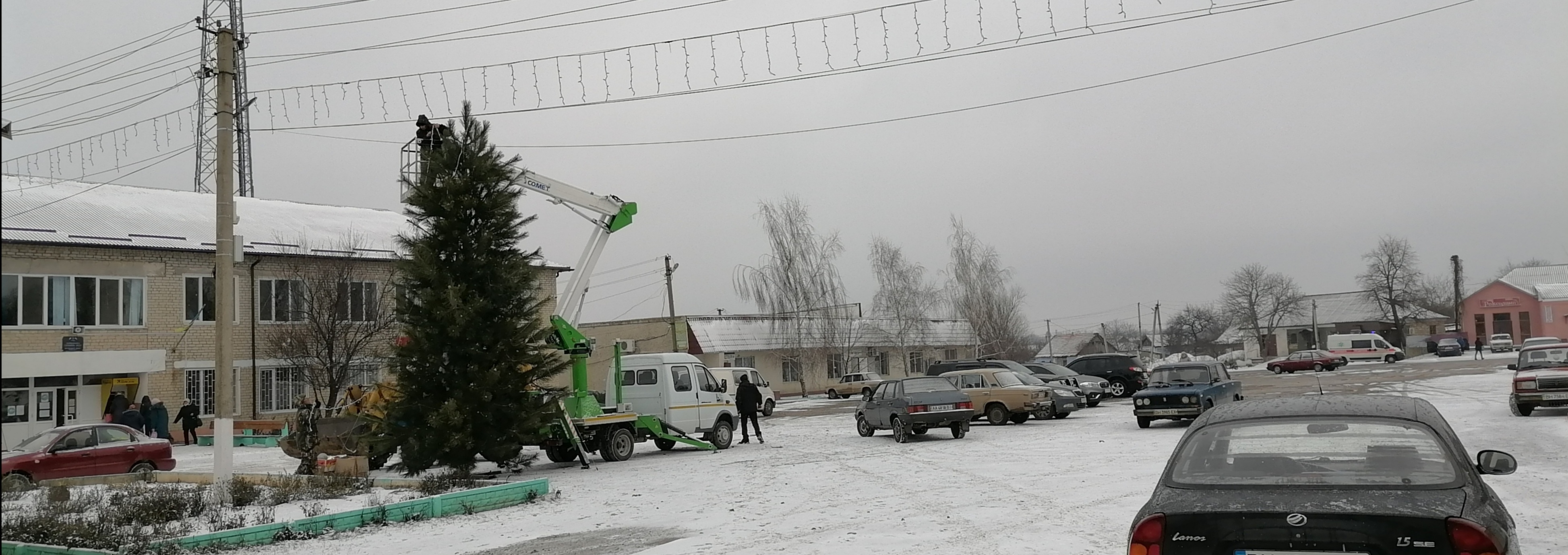
На Центральній площі селища, грудень 2021

На Центральній площі розташовані будівля селищної ради та багато закладів торгівлі. Пішохідна зона. Будівлі на ній мають адресу вулиці Суворова. Покриття — асфальт.

### Головна вулиця

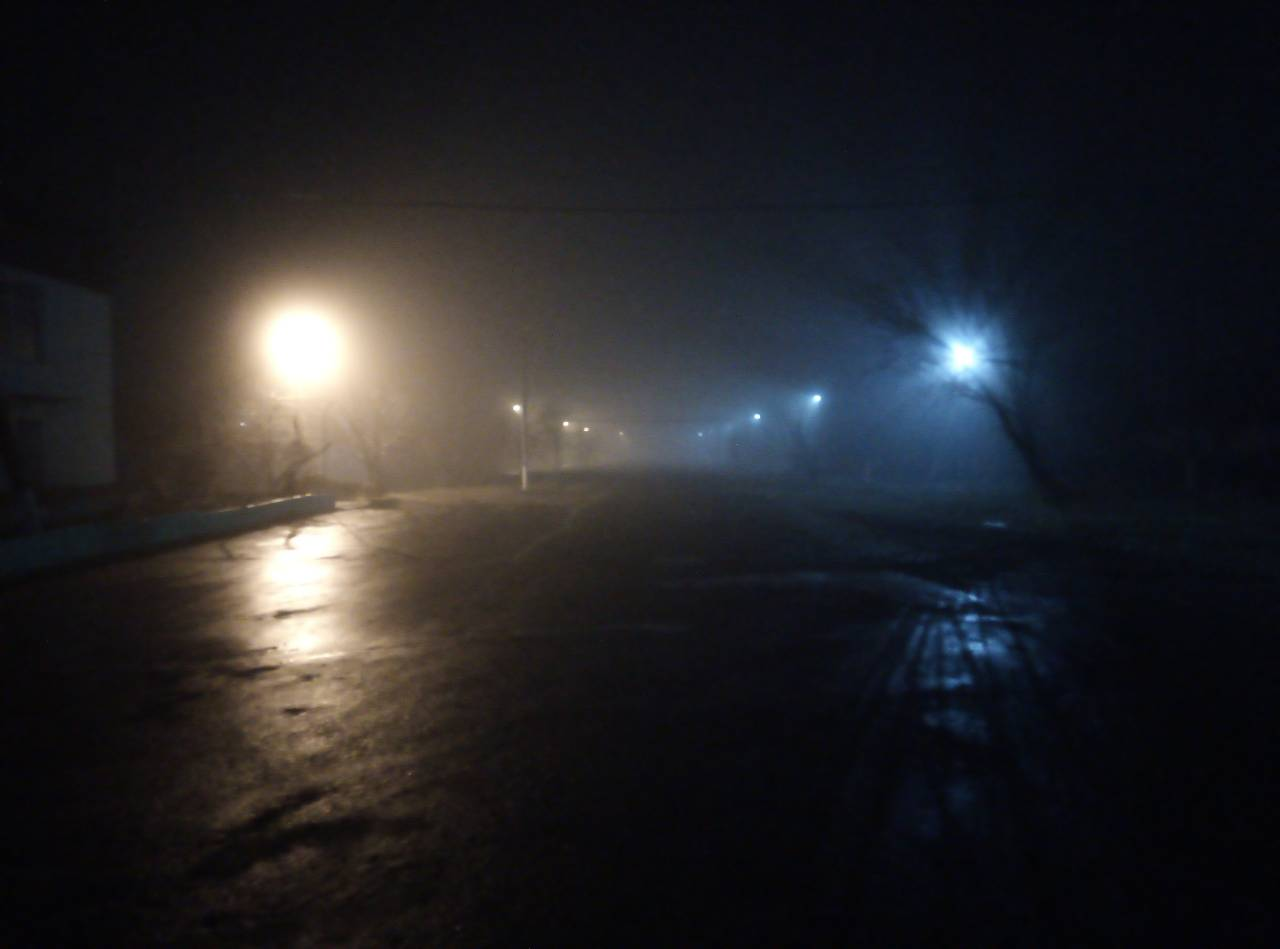
Вулиця Центральна вночі

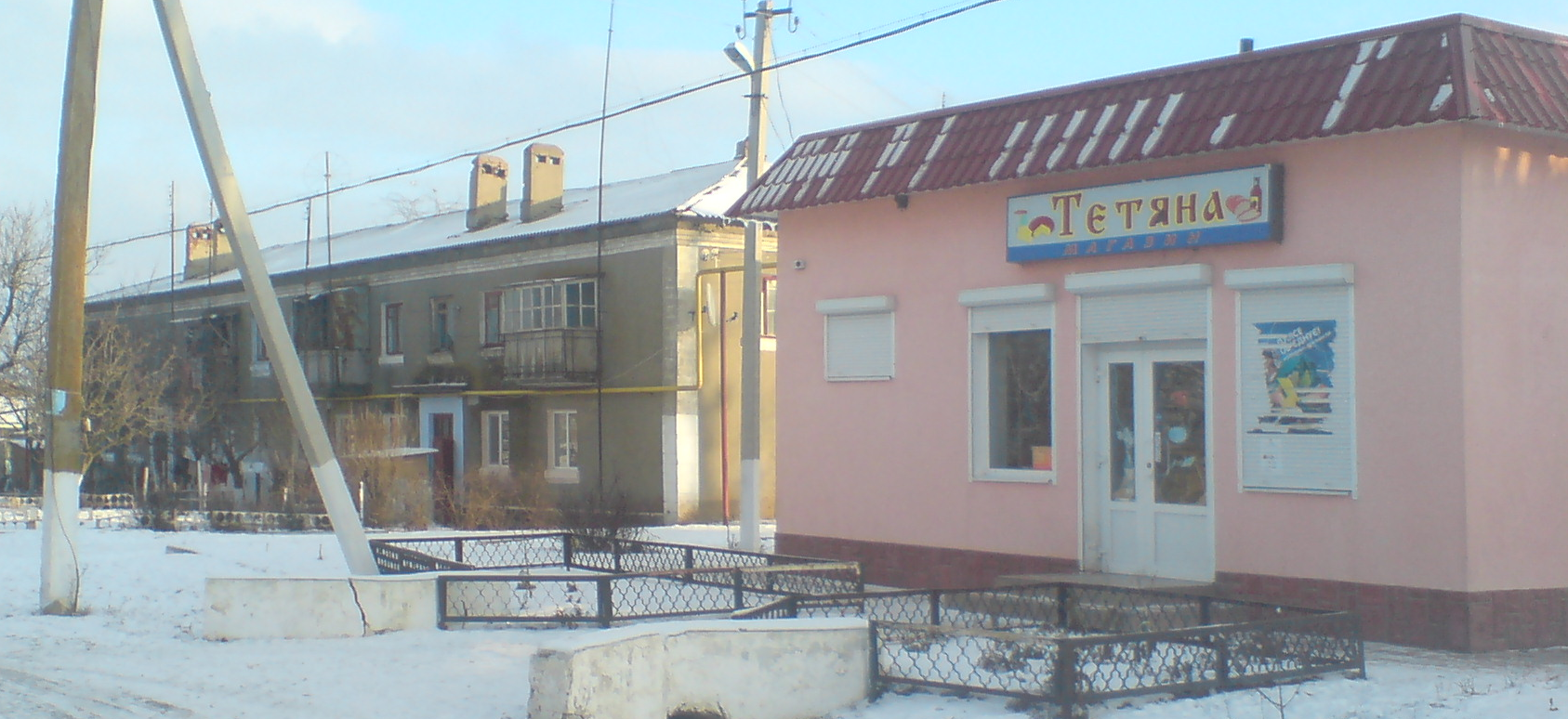
Верхня частина вулиці

Головна вулиця селища — Центральна, до 1926 року називалась Захарівським шляхом, а відтоді до 2015 р. — Леніна. Від неї в два боки розпочинається 11 інших вулиць та 3 провулки. Окрім ділянки від вулиці Елеваторна до Центральної площі — частина автошляху Т 1614.
Має ширину 35 метрів, для порівняння ширина вулиць у центрі Одеси — 30. Її довжина близько 1,86 км.
Як і декілька інших вулиць, повністю оснащена вуличним освітленням.
Вулиця проходить єдиним у Затишші мостом — над струмком Малороша, біля ставка.
Вулицею розташовані інфраструктурні об'єкти, кілька підприємств, 7 двоповерхових будинків, 4 з яких житлові.

### Основні вулиці

#### Елеваторна

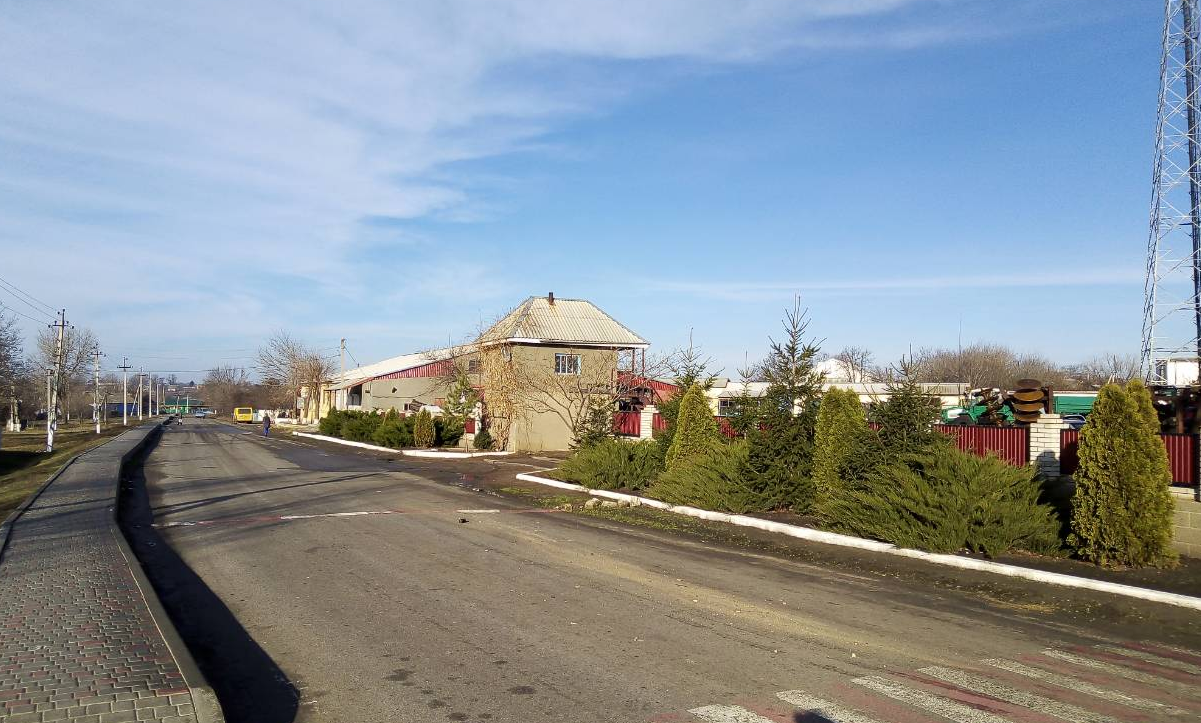
вулиця Елеваторна в грудні 2019 р.

Початок дороги на Ширяєве, частина автошляху Т 1614. Довжина 1140 метрів.
Перші 400 метрів дороги, мають досить міський вигляд. Між споруд проглядається гарний
краєвид на західну частину селища. Ділянка закінчується двома однотипними двоповерхівками на 16 квартир кожна з одного боку та територією школи з іншої. Далі, в основному проходить між елеватором та приватною забудовою. Вулицею також розташовані Дитячий притулок, церква, сквер та переоблаштований на СТО літній кінотеатр.

#### Садова
Початок, однієї з найдовших в Україні, повністю глухої автодороги на Торосове, довжиною 18,5 км, що проходить ще через 3 села. Довжина 1250 метрів. На вулиці розташоване ВАТ «Фрунзівське РТП» («Затишок»).

#### Корольова

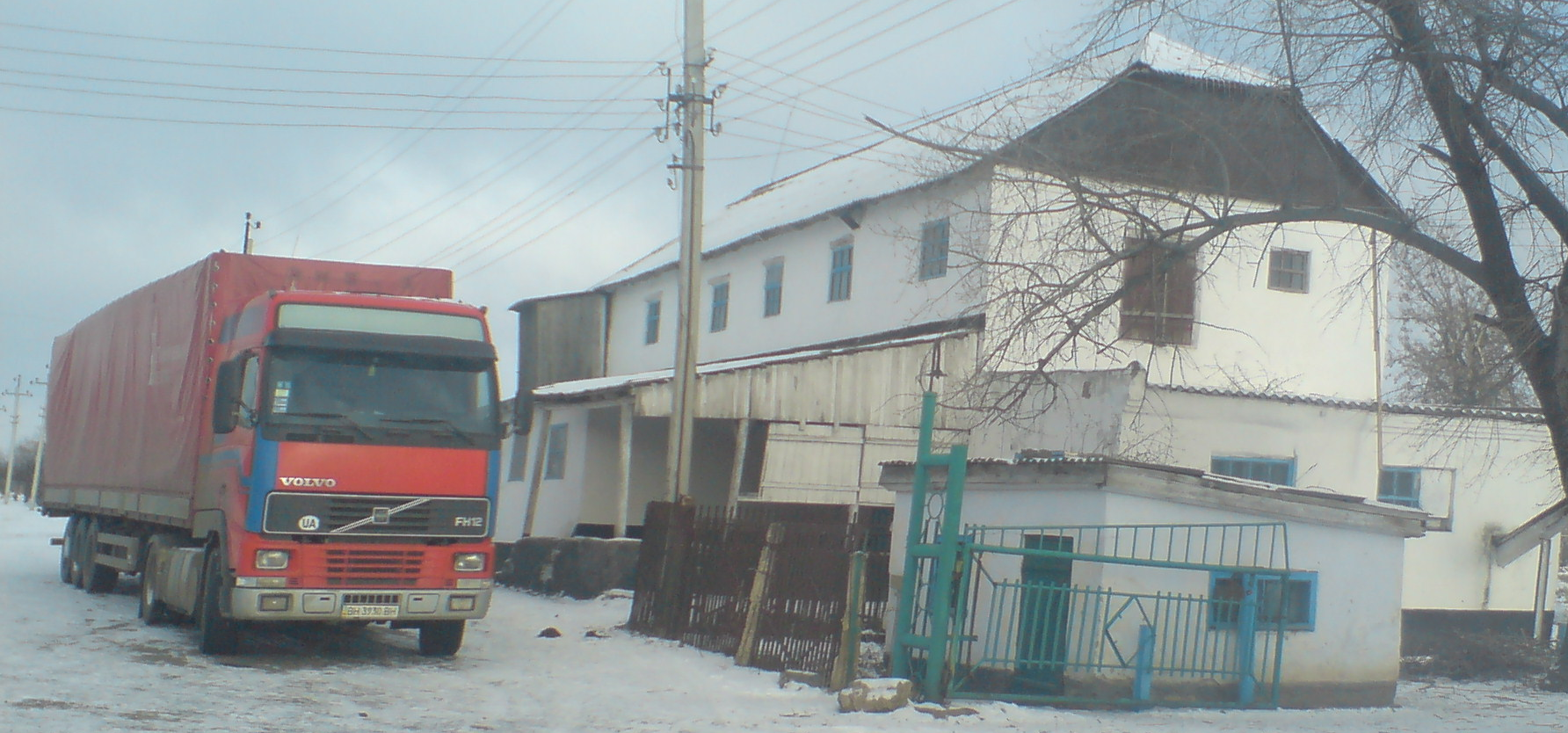
Млин 1930-х років на вулиці Корольова

Початок дороги на Гедеримове Перше. Довжина 1050 метрів.

#### Перекопська

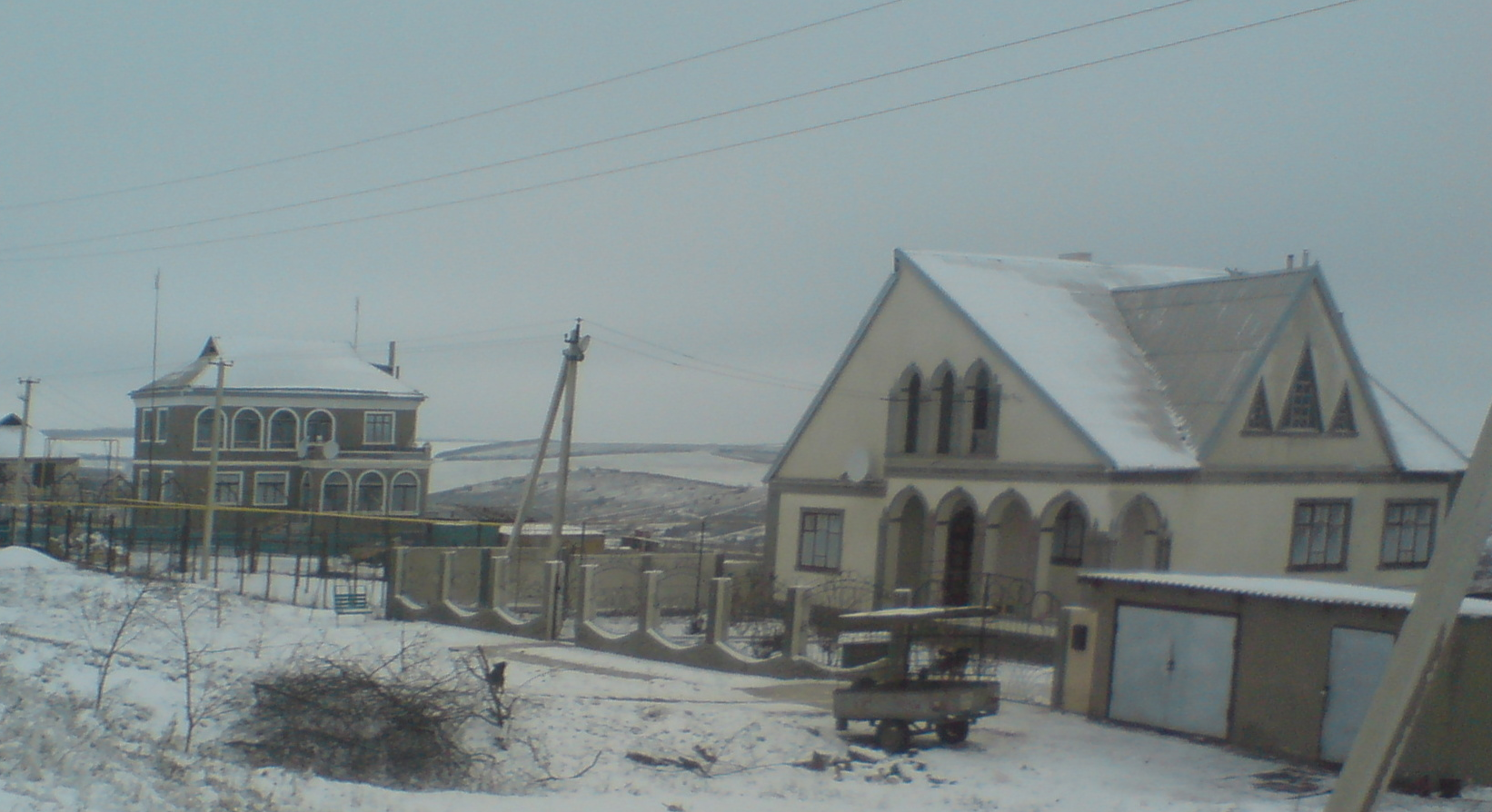
Вулиця Перекопська

Головна вулиця з східного боку залізниці. На ній розташовано чимало приватних будинків житловою площею 150—300 квадратних метрів збудованих у 1990-ті роки. З вулиці відкривається чудовий панорамний краєвид сіл Скинешори, Копійкове та сотень квадратних кілометрів пагорбистої степової місцевості, перпендикулярно напрямку балок. При бажанні можна розгледіти села Малігонове, Никомаврівку та Петовірівську телевежу, що за 34 кілометри звідси. Одразу за будинками обривається крутий схил до села Скинешори, що є не віддаленішим від центру за значну частину селища. Довжина 1620 метрів.

#### Залізнична
Дві зовсім різні вулиці з різних боків залізниці.
Західна частина

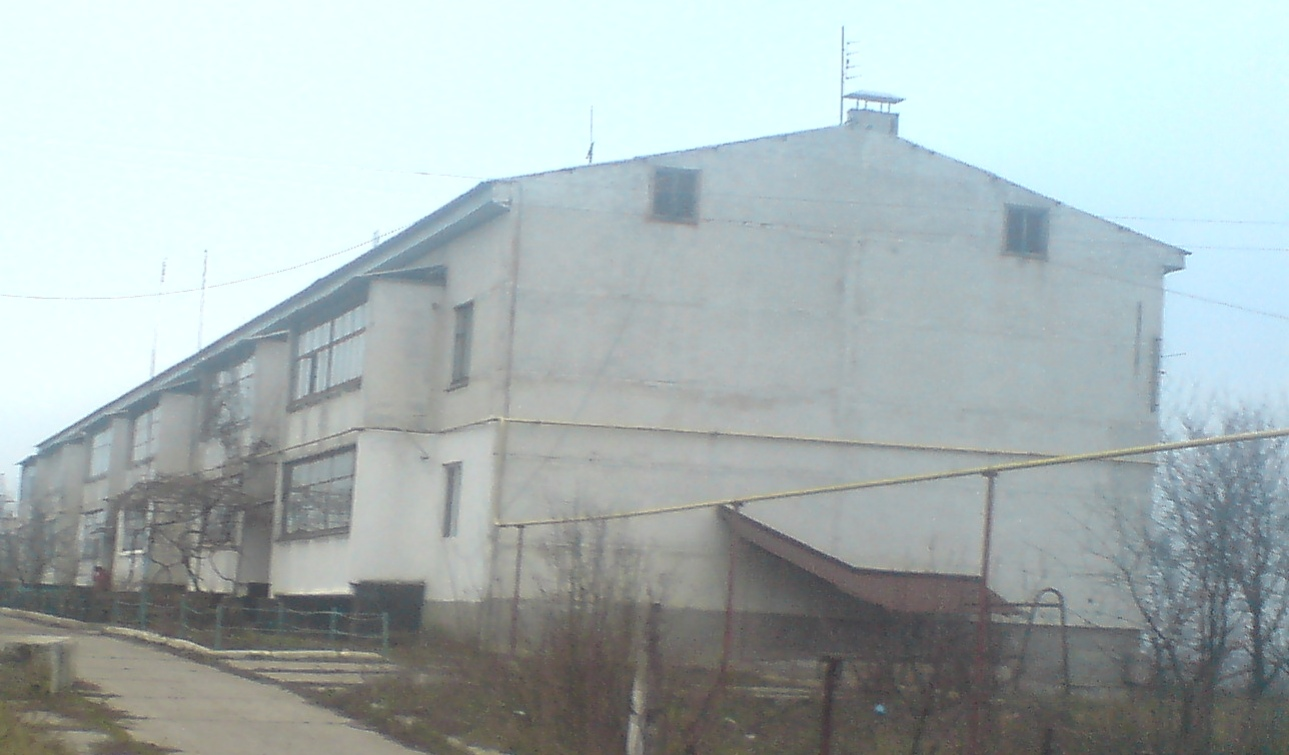
Залізнична 23а

Житлова однобічна з 23-ма приватними та одним 32-вохквартирним будинками. Ділянка дороги Т 1614. Проходить впритул до залізниці, що проходить тут на невисокому, до 2-х метрів насипу. Довжина 520 метрів. Продовжується внутрішньодворовим проїздом будинку 23а, ще на 180 метрів до прохідної підстанції 110/25 кВ.
Східна частина

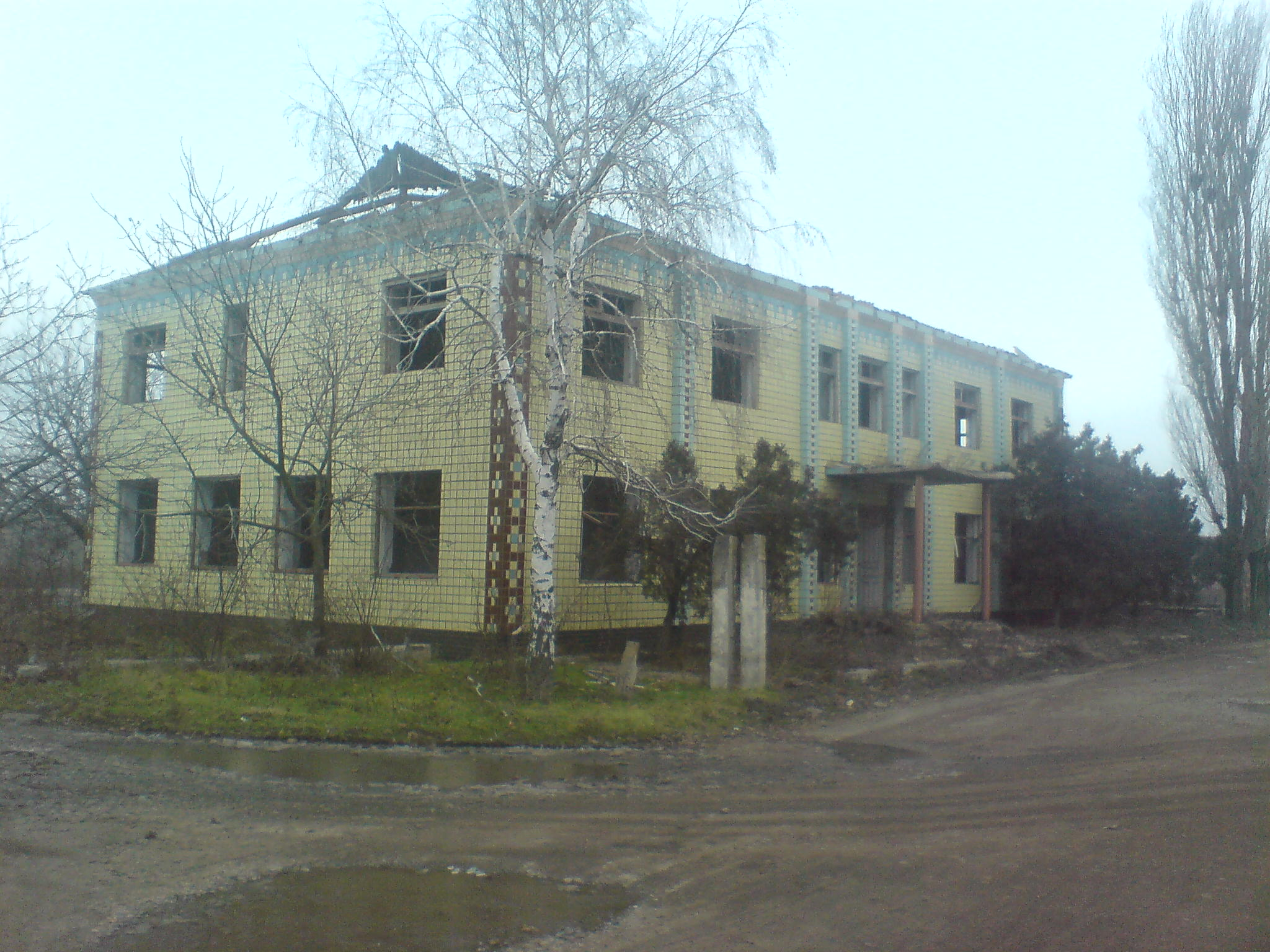
Знесене управління Ширяївського міжколгоспбуду (пізніше БУ-9 Полтаванафтобуду)

З іншого боку адресу вулиці з такою назвою мають підприємства розташовані вздовж дороги довжиною 1480 м.
Має чотирирядну ширину проїзджої частини — близько 18 метрів. Використовувалася в радянські часи для відстою вантажних автомобілів, що стояли у черзі.
Складається з ділянок доріг Т 1614 та Переїзд-Східна частина.
Вздовж вулиці будується новий елеватор. У ході підготовчих робіт демонтовано 3 двоповерхові споруди.
Більшою частиною вулиці проходить межа між Захарівським та Ширяївським районами.

#### Провулок Будівельників
Довжина 280 метрів. З'єднує вулицю Центральна з Автопарком. Адресу провулка мають Автопарк та багатоквартирних будинок за ним, на відстані 300 м від провулку.

### Вулиці та провулки центральної частини

#### Олександра Бережка

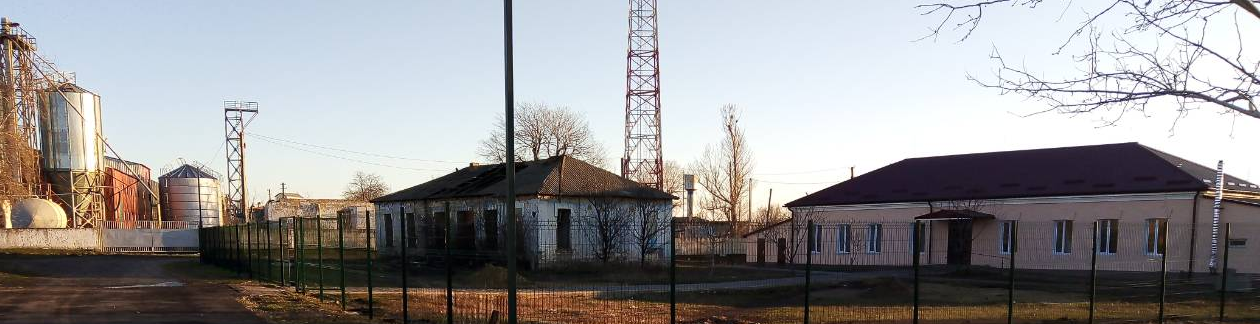
Вулиця Суворова. У центрі колишня церква, 1910 року, зправа колишня церковна школа 1911 року побудови, нині амбулаторія)

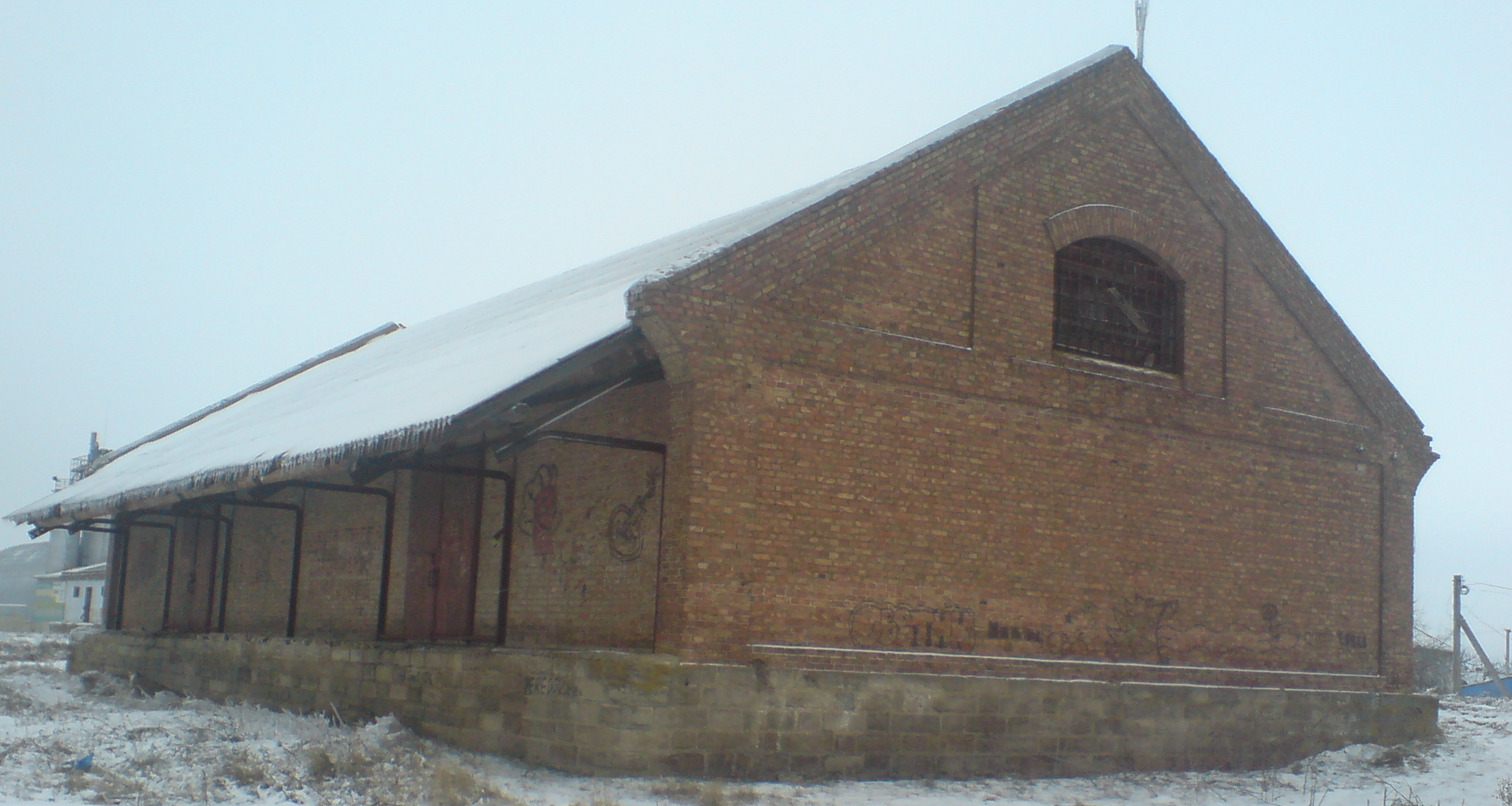
Старий склад

Три різні вулиці з 2 різних боків непроїздної Центральної площі та за залізницею. У дорадянський період були суцільним маршрутом із переїздом, закритим у 1950-ті. Частина старої вулиці нині знаходиться, за воротами, на території підприємства. Загальна довжина старого маршруту 1760 метрів. Названа на честь загиблого воїна. Раніше мала назву Суворова.

#### Торгова
Довжина 200 метрів. Найкоротша вулиця в Затишші.

#### Провулок Тихий
Невелика мережа провулків на північний схід від Центральної площі. Складається з 150 метрів проїзжих, та 150 метрів пішохідних ділянок. До декомунізації мав назву провулок Леніна.

#### Провулок Шкільний
Довжина — 170 метрів. Отримав свою назву, через стару школу. Нині в приміщенні діє Затишанська амбулаторія.

#### Провулок Івана Пулюя
Довжина — 140 метрів. Має вихід лише на провулок Шкільний. Названий на честь загиблого воїна. Раніше  провулок мав назву Суворова.

#### провулок Молодіжний
Довжина 170 метрів. Тут розташована школа. До декомунізації мав назву — Котовського.

#### провулок Поштовий

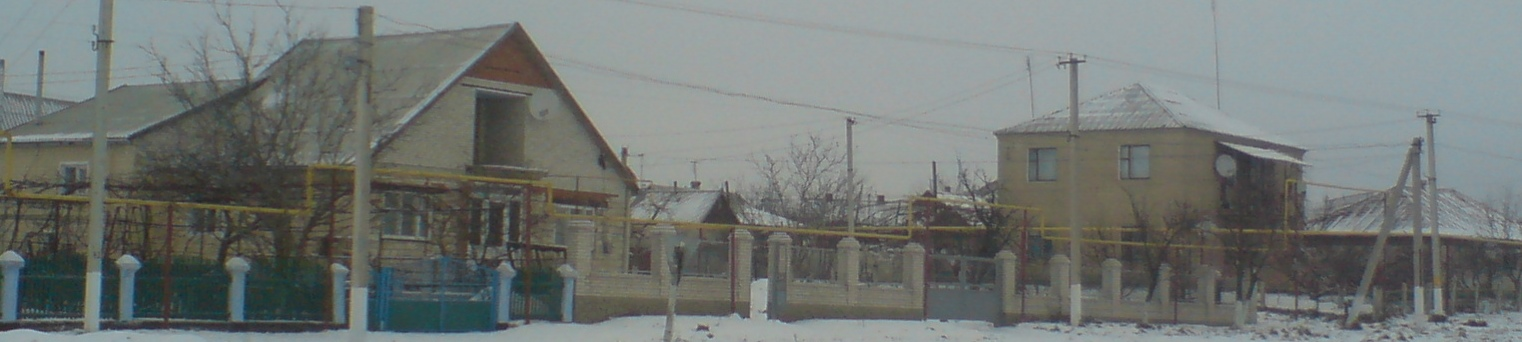
На розі Поштового провулка

Довжина 210 метрів. У провулку розташована філія Укртелекому.

#### Володимира Бердаги
Довжина 980 метрів. Названа на честь загиблого воїна. Раніше мала назву Колгоспна. Номери: 1-73,8а,9а,44а,45а,48а,54а,61а,64а,64б,63а-в. 85 адрес, з них 61 на нижньому суцільному боці вулиці. Починається від Елеваторної, йде вниз до краю селища де зустрічається з краєм вулиці Східна, де на них розташовані рельєфно найнижчі будинки в Затишші. Транзитним продовженням вулиці є Погорілівська дорога на Дружелюбівку. Має Т-подібні перехрестя з Молодіжним провулком та вулицею Миру. Нижній бік вулиці з 12 номеру виходить садибами до струмка Малороша нижче ставка.

#### Ліщенюка
Вулиця довжиною 870 метрів, та паралельний їй провулок довжиною 220 метрів. Названа на честь загиблого воїна. Раніше мала назву Чкалова. 

#### Миру
Складається з широкої верхньої та вузької нижньої частин. Загальна довжина — 450 метрів. Раніше мала назву Ватутіна.

#### Михайлівська

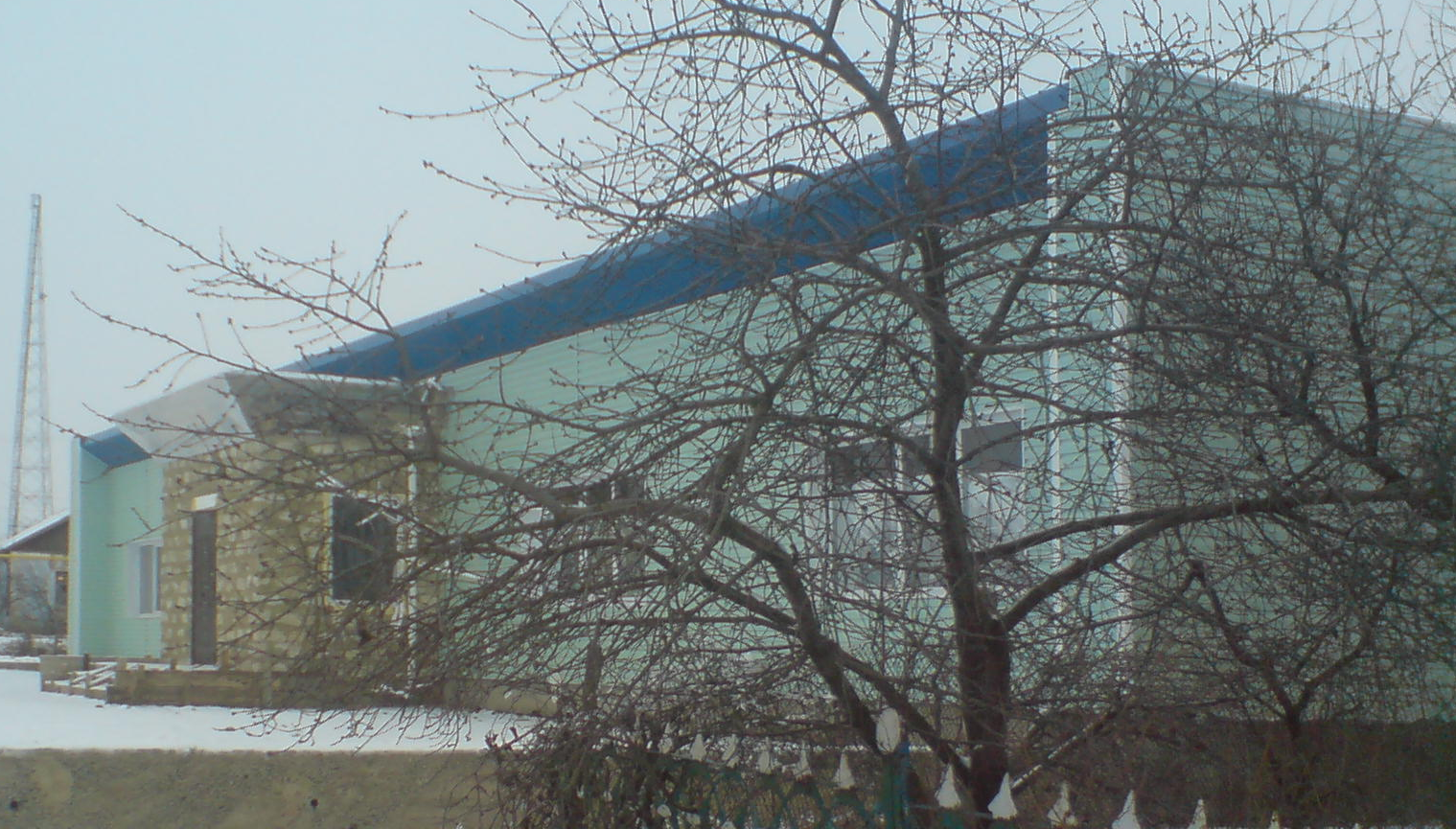
Будівля на розі Михайлівської та Центральної

2 вулиці з двох сторін ставка, довжиною 980 та 280 метрів. До декомунізації мала назву Калініна. Нову дано на честь Архангела Михаїла. Довша з'єднує решту селища з Новим кладовищем. Номери: 1-88,17а,23а,23б,66а,87а. 93 адреси, з них 9 на східному березі ставка, 11 на західному, решта на іншій ділянці західної основної частини. Не зустрічається з іншими дорогами, крім вулиці Центральна та умовної Східної.

#### провулок Івана Франка
Довжина 300 метрів.

### Другорядні вулиці

#### Шкільна

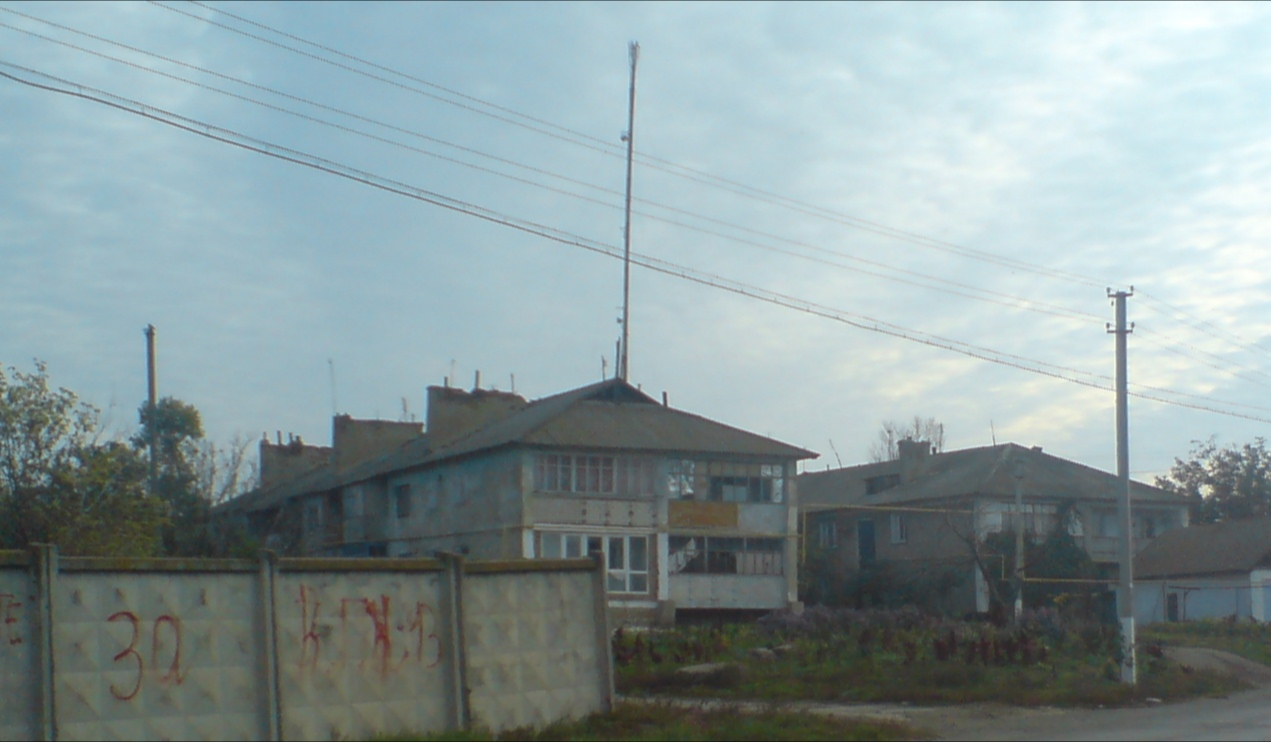
На розі Елеваторної та Шкільної

До перейменування, мала назву — Крупська. Довжина — 730 метрів.

#### Покровська

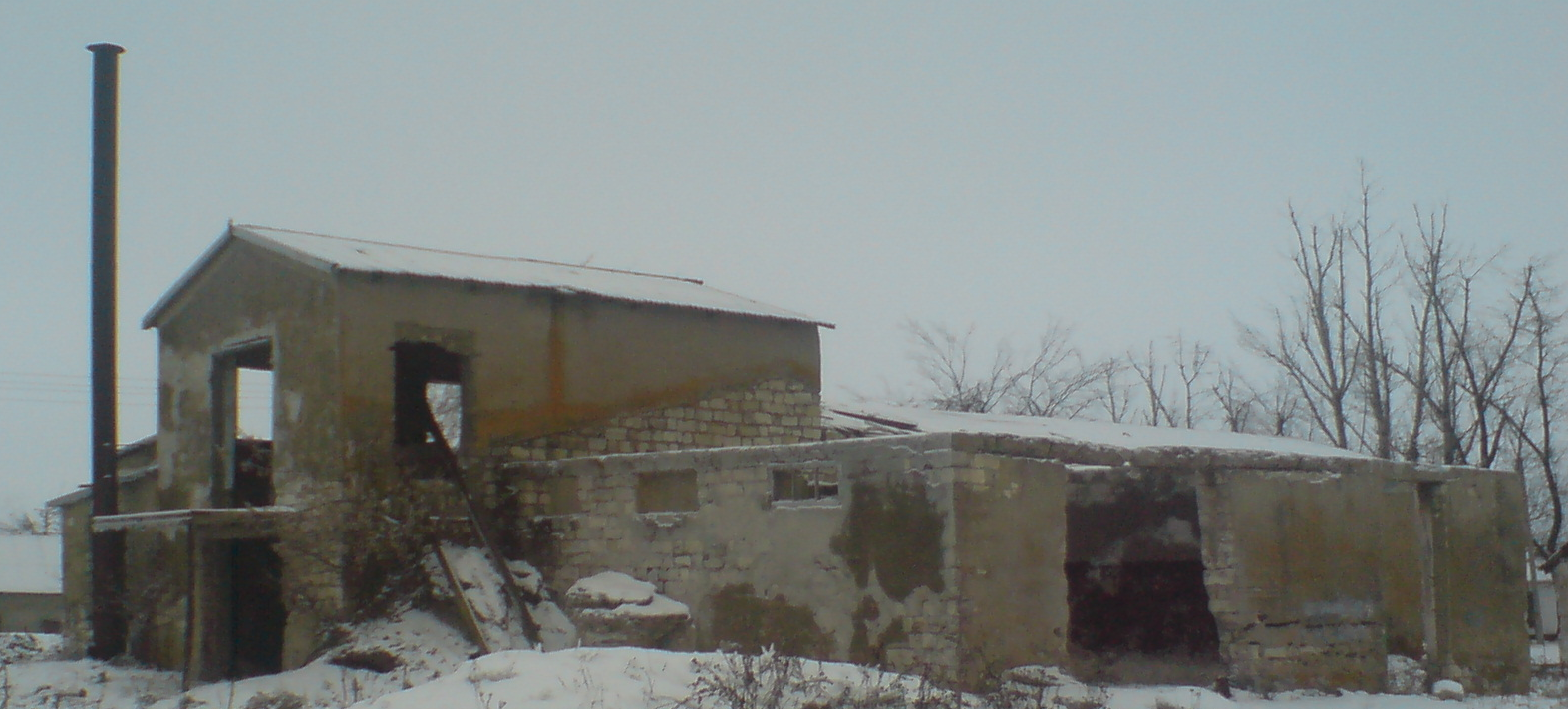
Споруда на Покровській

Довжина 1120 метрів. У першому кварталі від вулиці Центральна є пішохідною. Раніше називалась Московська.

#### Шевченка
Довжина — 850 метрів.

#### Михайла Бойка
Довжина — 660 метрів. Раніше мала назву Гагаріна.

#### Степова
Довжина — 350 метрів. З проїздом на вулицю Корольова — 520.

#### Комарова
Дві вулиці, з'єднаних під прямим кутом, довжиною 410 та 215 метрів.

#### Віталія Палія
Довжина — 540 метрів. З них 180 є частиною автошляху Т 1614. Названа на честь загиблого воїна. Раніше мала назву Пушкіна.

#### Перемоги
Довжина — 300 метрів.

#### Східна
Довжина — 920 метрів.

#### Виноградна
Довжина — 560 метрів. Раніше мала назву Горького.

#### Сєрьогіна
Частина найкоротшого шляху від Залізничного вокзалу до Скинешор. Довжина — 290 метрів.

### Інші вулиці

#### 8 березня
Складається з житлової частини та різних доріг і проїздів. Довжина — 1540 метрів, житлової частини 250 метрів. Адресу вулиці має новий елеватор.

#### Механізаторів
Довжина — 660 метрів.

#### Нова
Довжина — 680 метрів.

#### Західна
Однобічна вулиця довжиною 700 метрів. Одна з двох вулиць, що була збудована між іншими двома. На вулиці розташований 2-поверховий будинок на 18 квартир, збудований у 1980-ті.

#### Київська
Довжина — 470 метрів. На вулиці розташована стара лікарня, що нині використовується як багатоквартирний житловий будинок.

#### Північна
Вулиця, провулок та проїзд загальною довжиною 460 метрів. Єдина з житлових вулиць у Затишші проходить вздовж залізничної лісосмуги.

#### Калинова
До декомунізації — Чапаєва. Нову назву отримала від калини, що нею поширена. Довжина — 420 метрів.

#### Олександра Чайковського
Довжина — 480 метрів. Названа на честь 2-х загиблих воїнів з однаковим прізвищем та ім'ям. Раніше мала назву 1 травня

#### Робоча
Довжина 240 метрів. Проходить під дуже гострим кутом до вулиці Московська. Довжина — 240 метрів. На вулиці розташований великий одноповерховий гуртожиток сімейного типу.

#### Південна
Вулиця та провулок загальною довжиною 400 метрів.

#### Сінна
Довжина — 320 метрів.

#### Зелена
Довжина — 260 метрів. Виходить до Нафтобази та Метеостанції. Вони мають її адресу.

#### Вишнева
Довжина — 260 метрів. Раніше мала назву Жовтнева.

#### Привокзальна

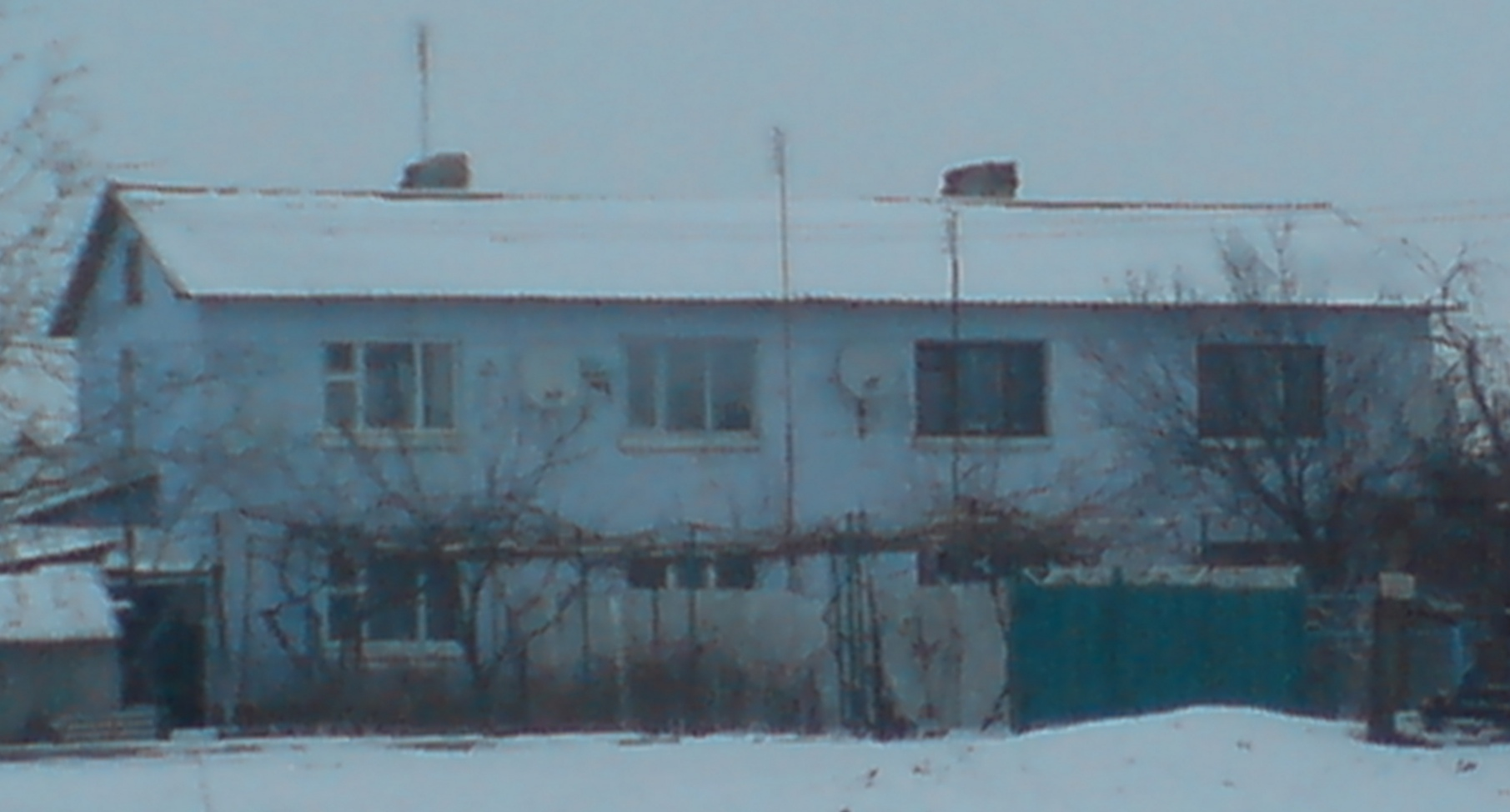
Будинок навпроти вокзалу

Здебільшого умовна вулиця, що об'єднує своєю назвою будинки вздовж залізниці, навпроти вокзалу. З них один двоповерховий, що відрізняється тим, що всі квартири в ньому теж двоповерхові. Довжина вулиці — близько 300 метрів.

### Інші провулки

#### Провулок Одеський
Довжина — 210 метрів. Виходить лише на вулицю Гагаріна.

#### Провулок Вишиванковий
Внутрішньоквартальний провулок, що через проїзди має вихід на вулиці Центральна та Михайла Бойка. Довжина — 140 метрів. Раніше провулок мав назву Гагаріна.

### Без офіційної назви

#### «Нафтобазний провулок»
Широкий, з радянських часів заасфальтований, провулок між Нафтобазою з одного боку та метеостанцією і приватною забудовою з іншої. Довжина — 180 метрів.

#### «Крайня»
Дорога довжиною 880 метрів, що з'єднує вулиці Михайлівську, Західну, Шевченка, Механізаторів та Комарова з боку протилежного вулиці Центральна. Тут де-факто знаходиться багатоквартирних будинок, що має адресу провулка Будівельників.

#### «Дальній проїзд»
Вулиця паралельна вулицям Сєрьогіна та Перемоги. Будинки на ній мають адресу вулиць, що її перетинають. Довжина — 310 метрів.

### Проїзди

#### Малий переїзд
Частина шляху з залізничного переїзду на східну частину селища. Перетинається трьома під'їзними коліями. Довжина — 180 метрів. Початок дороги на Малігонове, Бранкованове.

#### Провулки біля Автопарку
Чотири провулки довжиною 130, 110 та 2 по 120 метрів. Кожен впирається в одні із воріт підприємства.

#### Провулок Садовий
Провулок, що з'єднує вулиці Садову і Нову. Довжина — 140 метрів.

### Залізничний переїзд

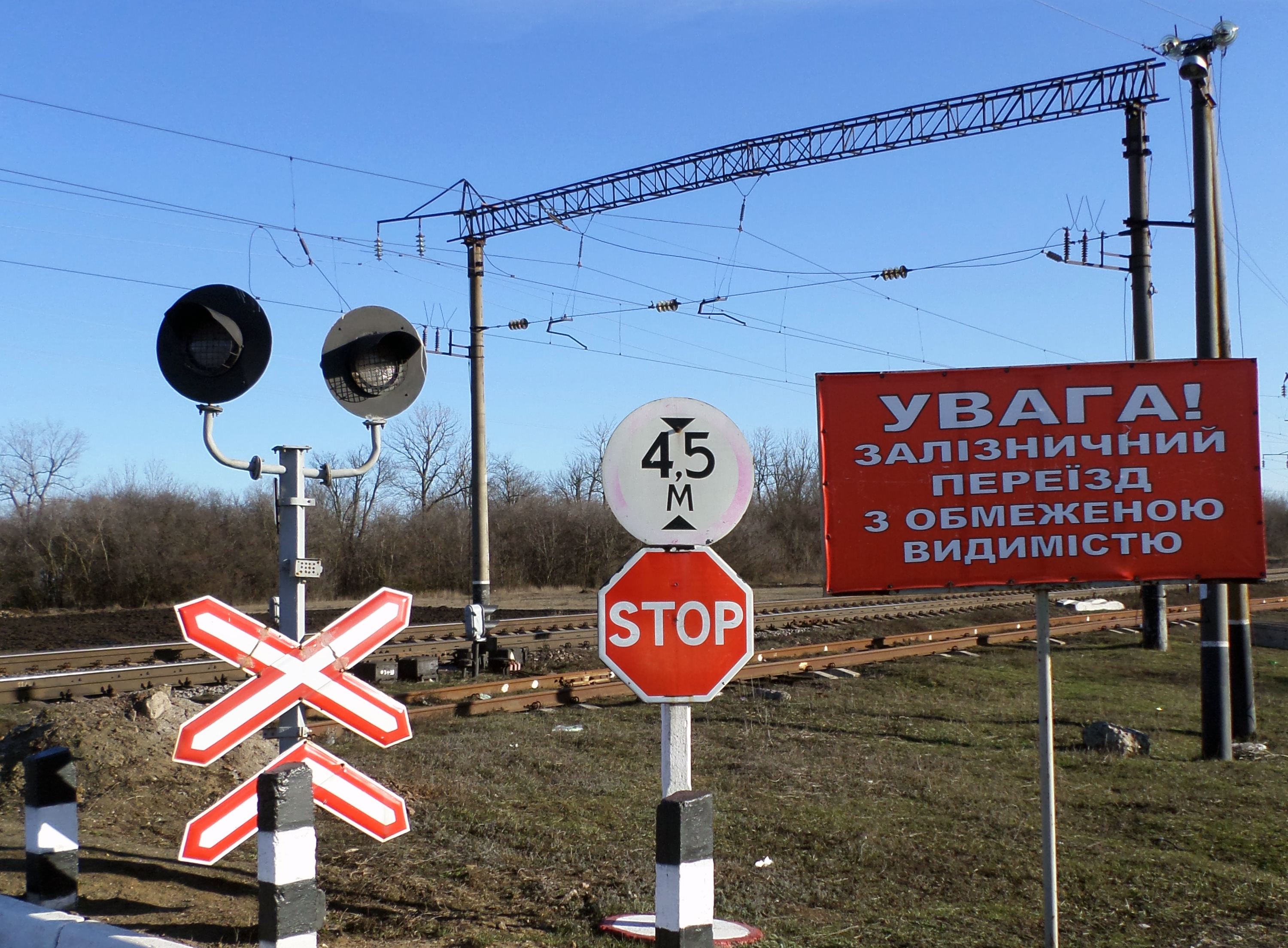
Переїзд

Знаходиться на південно-східній окраїні селища. Аби дістатись від Залізничного вокзалу до будинку навпроти нього на автомобілі, треба подолати відстань близько 4,5 км.

## Цікаві факти

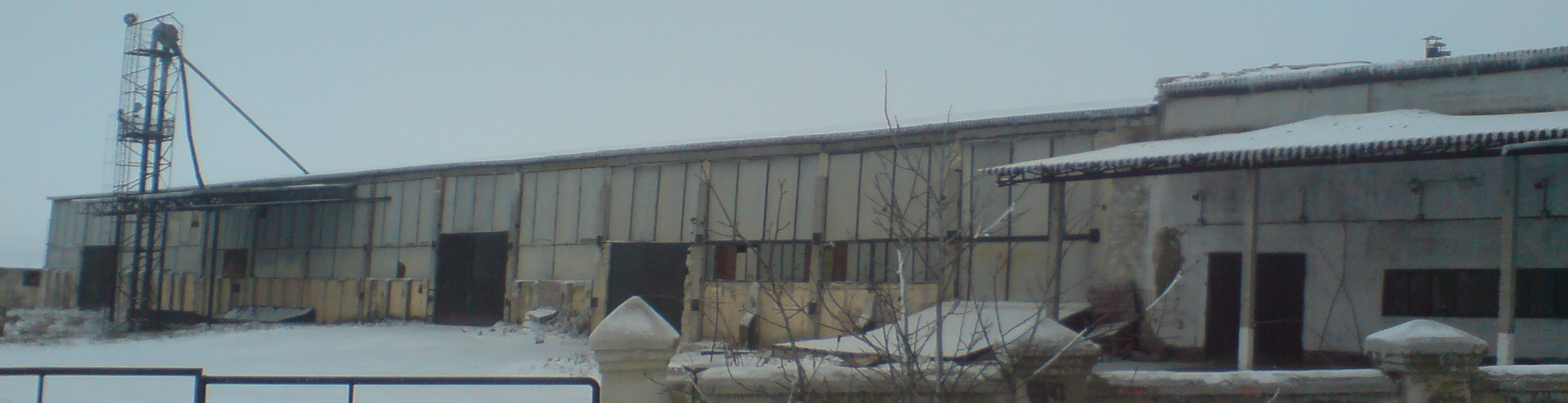
Міжрайбаза

- У Затишші розташовані найбільші за площею (основні споруди колишнього міжрайскладу, площею близько 5000 м² кожна), висотою (кілька різних будівель нежитлового призначення) та довжиною (236 м — один з складів ХПП) будівлі в Захарівському районі. Втім, Захарівка переважає Затишшя за площею, кількістю населення, кількістю багатоквартирних будинків та багатьма іншими показниками. Має більш розвинену соціальну інфраструктуру.
- З 2006 року Затишшя перебуває в статусі смт довше, аніж було селом (в 1922—1964 роках).
- Фактична частина селища (території колишнього Ширяївського міжколгоспбуду, Асфальтного заводу, Міжрайсільгоспхімії (складу отрутохімікатів) та деяких інших підприємств) знаходиться за межею з Ширяївським районом та адміністративно підпорядкована йому через село Копійкове, Малігонівської сільської ради.
- З моменту закриття в 1999 році залізниці Ротове — Раухівка, залізнична гілка на Асфальтний завод — була єдиною залізницею в Ширяївському районі, до демонтажу її самої у 2003-му.
- Прогон між станціями Затишшя та Перехрестове (13,1 км) є найдовшим на лінії Одеса — Київ у межах Одеської області.
- За кілька днів до звільнення Затишшя, фашистська Група армій «А», що вела оборону, змінила назву на — Група армій «Південна Україна».
- Межі ліквідованих Захарівського (Фрунзівського) з Окнянським (Красноокнянським) та Великомихайлівським (на ділянці Войничівської сільради — за мережею доріг існуючих на 1960-ті роки), а також (частково) Великомихайлівського з Ширяївським районами — є межею розподілу обслуговування станції Затишшя з станціями Веселий Кут та Чубівка і жодним чином не пов'язані з розташуванням адміністративних центрів цих районів. Після об' єднання районів у 2020 році деякі з цих ділянок стали межами Роздільнянського з Березівським та Подільським районами.
- У 1960—1980-ті роки район відвідувало кілька комісій вповноважених до розгляду перенесення районного центру до Затишшя, та Фрунзівському райкому, який те категорично не влаштовувало, щоразу вдавалось вмовити їх представників не робити того.
- У сукупності: Затишшя, Захарівка та села навколо них, за всіма ознаками, відповідають критеріям маленької поліцентричної агломерації, з населенням близько 10 тисяч осіб.

## Персоналії
- Базилевський Павло Михайлович — підполковник Армії УНР (в еміграції — генерал-хорунжий).
- Слободянюк Леонід Зіновійович — старший майстер Миколаївського суднобудівного заводу імені Андре Марті Миколаївської області. Депутат Верховної Ради УРСР 2-го скликання.
- Туган-Барановський Михайло Іванович — видатний український економіст. Перший економіст-східноєвропеєць, наукові теорії якого визнали зарубіжні вчені різних шкіл і напрямків; один із найкращих знавців кон'юнктурних економічних циклів, автор численних праць про теорію вартості, розподілу суспільного доходу, історію господарського розвитку та кооперативних основ господарської діяльності. Доктор економіки (1899). Генеральний секретар фінансів УЦР (серпень-листопад 1917).
- Жмайлович Фелікс Миколайович (1878—1948) — професор-гістолог[6].